# 黄金海岸 (澳大利亚)

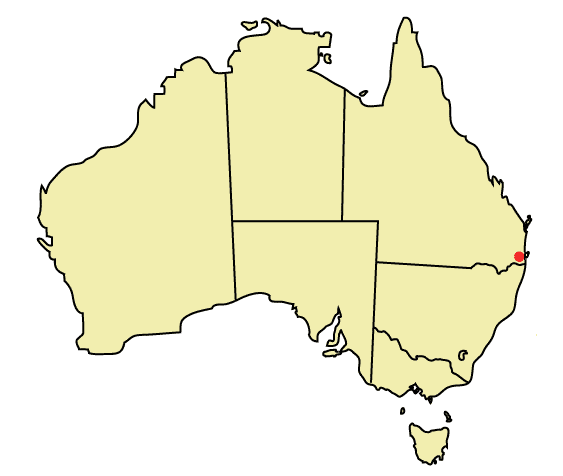
黃金海岸在澳洲的位置

黃金海岸（英語：Gold Coast）是位於澳大利亚昆士蘭州東南部的太平洋沿岸城市，人口為640,778人（2021年），北與布斯本相鄰，南與新南威爾斯州堤維德岬接壤。
從1920年代起，黃金海岸的旅遊業使當地經濟蓬勃發展。黃金海岸於1959年宣佈成為城市，並於1960年興建了首幢摩天大樓。黃金海岸於1980年代起隨著摩天大樓的建設而快速發展，當代的標誌是城市的「白鞋旅」開發商、霓虹燈和有組織犯罪，特別是極道和俄羅斯黑手黨。20 世紀末，隨著主題樂園的開業，這座城市的旅遊業變得多元化，並在 21 世紀初成為國際電影製作目的地。
黃金海岸市如今是澳洲第六大城和國際著名的觀光都市，其濱海風光和山林景觀吸引了世界各地不少新移民和觀光客。其文化創意產業、漁業、都市規劃、資訊建設、賽車、水上運動和生物科技方面也在全球引領風騷。

## 歷史

### 早期歐洲殖民

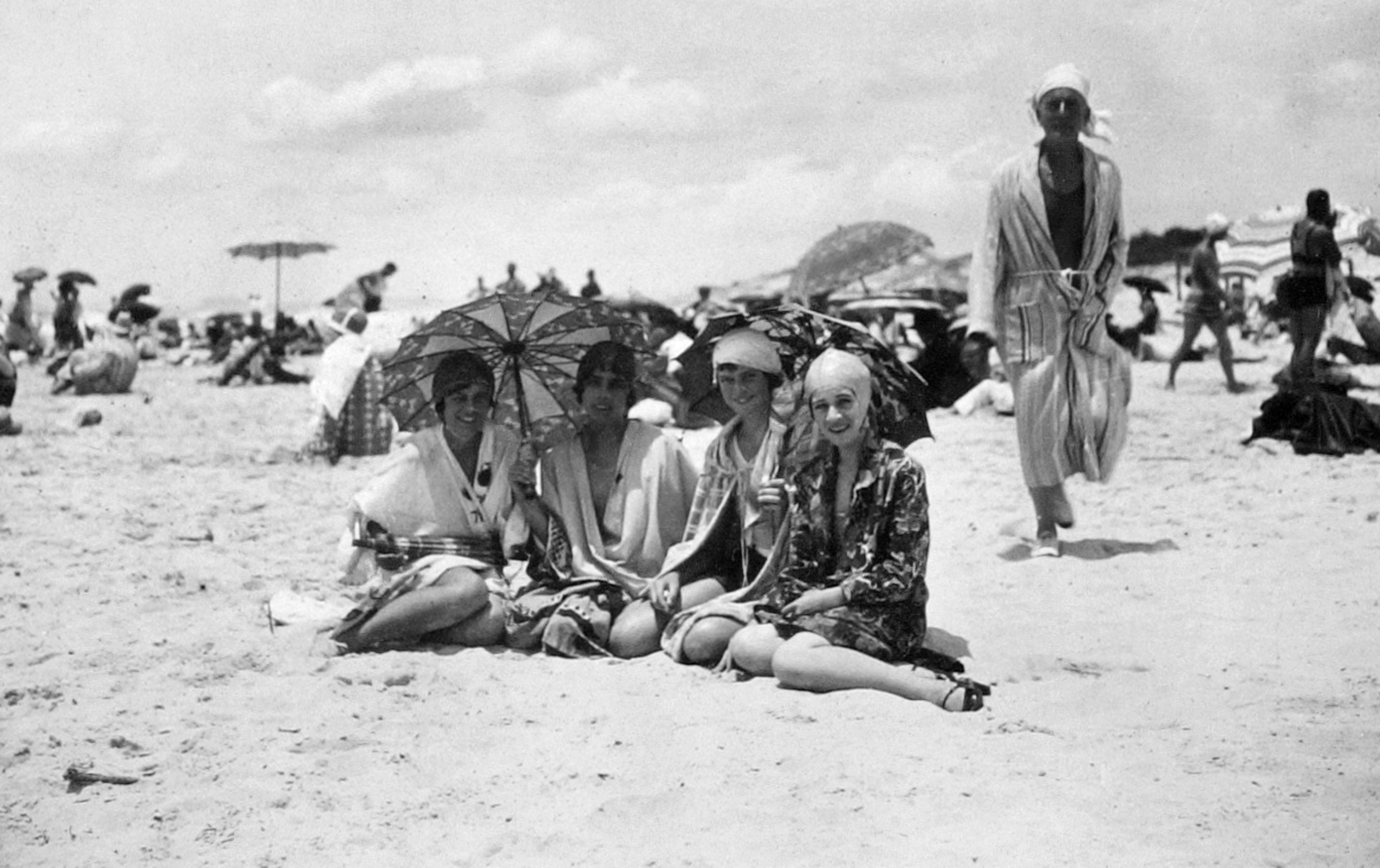
約1934年，於黃金海岸主灘拍照的一些女士

英國航海家詹姆斯·庫克船長於 1770 年 5 月 16 日航行經過黃金海岸，成為第一個訪問黃金海岸的歐洲人。作為一名受英國皇家海軍委託的探險家，他有先見之明，由於特威德河口附近岩石露頭（他將該露頭命名為危險角）附近有危險珊瑚礁，他將當地內陸 25 公里處的火山露頭命名為警告山，以作為天然警示物。英國航海家馬修·福林達斯從新南威爾斯殖民地向北紀錄澳洲大陸海岸時，於1802 年航行經過黃金海岸。雖然如此，黃金海岸當時仍然未有歐洲人定居。1823年，英國探險家約翰·奧克斯利首個抵達黃金海岸當地的歐洲人，並以他的獨桅縱帆船名稱「美人魚」將他的登陸點命名為美人魚海灘。儘管當地相對較早出現在殖民地圖上，但直到 1840 年新南威爾斯州政府測量員繪製了該地區的地圖後，當地才真正引起了歐洲定居者的注意。
19 世紀中葉，黃金海岸內陸地區的紅椿供應開始吸引大量伐木工來到該地區。1865 年，黃金海岸西郊的內陸小鎮奈朗（Nerang，以當地原住民單字 neerang 命名，意思是「鏟鼻鯊」）被勘察並建立為伐木業基地。奈朗周圍的山谷和平原迅速發展為養牛場、蔗糖和棉花農場，到 1869 年，城鎮已擴展到摩頓灣南緣的奈朗河口。
1874 年，奈朗溪頭村進行了勘察，並於翌年以其為昆士蘭州最南的港口改名為南港。1885年，第六任昆士蘭總督安東尼·馬斯格雷夫（Anthony Musgrave）於奈朗河畔鄰近南港的位置建立了一幢名為「夏所」的度假屋。隨後當地週邊的海岸地區開始被譽為布里斯班富人和有影響力人士的度假勝地。夏所今日仍保留在原地，並成為南港學校的寄宿住房。
布里斯班和南港之間崎嶇的叢林小徑和眾多的小溪交叉口使得如果不乘船很難到達南港，但在 1889 年，一條鐵路線延伸至該鎮，許多賓館和酒店很快就沿著海岸線建立。
19 世紀，許多船隻在黃金海岸擱淺，最著名的沉船事故之一是 1887 年“蘇格蘭王子”號，一艘 64 米長的 3 根鋼桅鐵船。 該艘船在從蘇格蘭格拉斯哥駛往布里斯班時沉沒，船上載有威士忌、捕鼠器、亞麻布和其他各種貨物。之所以擱淺，是因為據信船長和許多船員當時都喝醉了。 如今該船只剩下船體，船體上覆蓋著軟珊瑚和海綿，是小龍蝦、犁頭鰩、皺唇鯊和鬚鯊以及其他熱帶魚類的天堂。
該地區的常住人口增長緩慢，直到 1925 年布里斯班和南港之間建造了一條新的沿海公路。
同年，吉姆·卡維爾（Jim Cavill）在南港以南 2 公里處的奈朗河和埃爾斯頓（Elston）海灘之間的地區建造了衝浪者天堂飯店，當地的旅遊業自此真正興盛起來。
隨著 1930 年代汽車技術變得越來越可靠，從布里斯班沿著海岸公路來旅行的度假者數量不斷增加，到1935 年，南港和新南威爾士州邊境之間的大部分沿海地帶都已開發出住宅區和飯店。
1933 年，艾爾斯頓居民成功遊說將小鎮更名為衝浪者天堂。

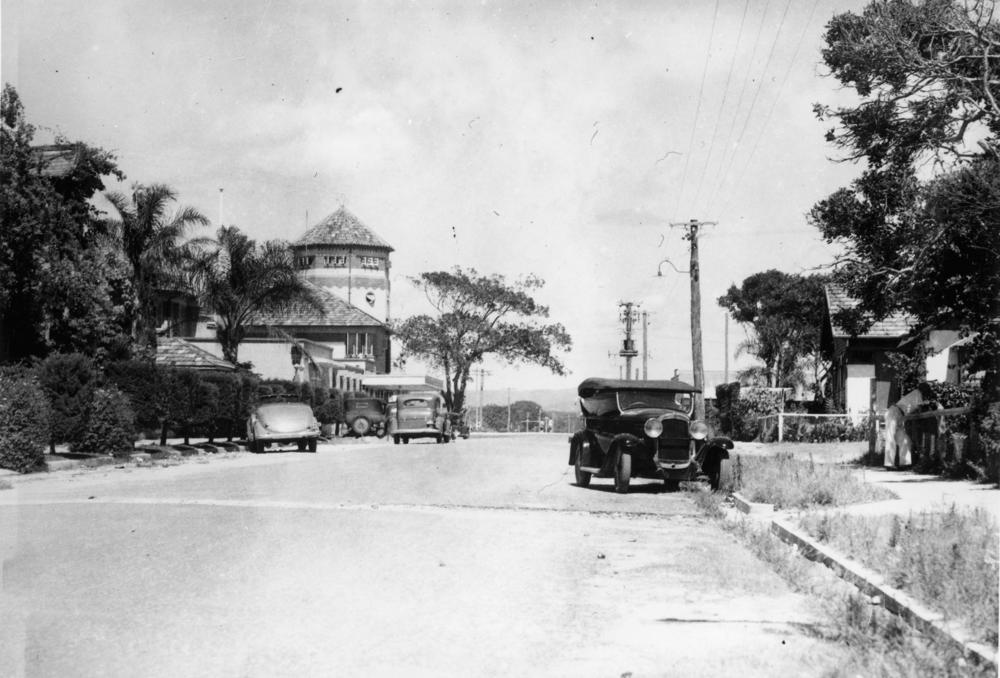
約1938年，黃金海岸衝浪者天堂卡維爾大街，拍攝時街上十分寧靜

衝浪者天堂飯店於 1936 年被燒毀，很快就被另一座更宏偉的建築所取代，該建築具有裝飾藝術風格，甚至包括一個動物園，裡面有袋鼠和其他野生動物。

### 二戰期間的黃金海岸地區

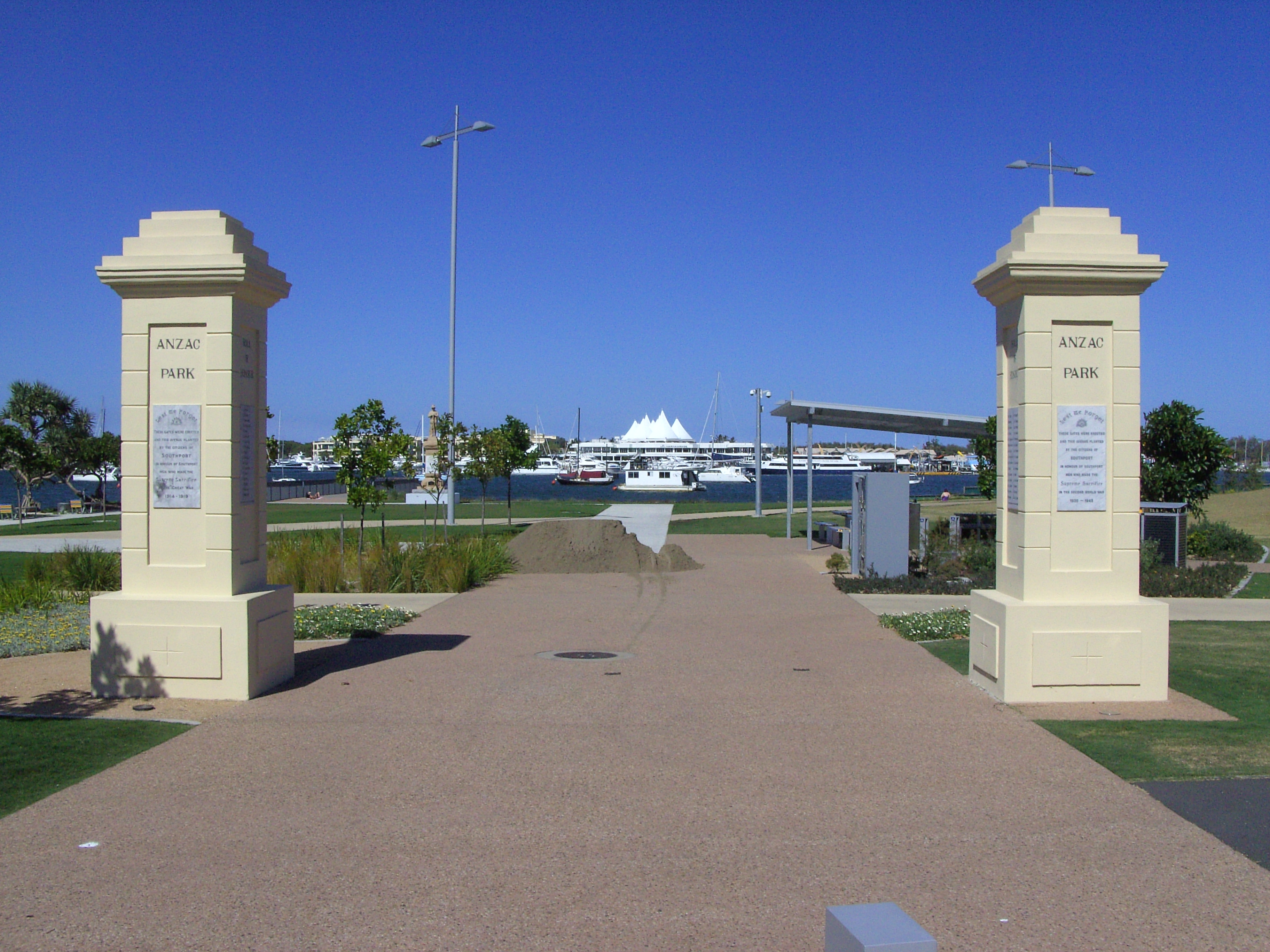
位於南港的澳紐軍團紀念公園

儘管黃金海岸在二戰中沒有受到外國勢力的襲擊，但戰爭仍對黃金海岸和大多數其他沿海城鎮產生巨大影響。庫倫加塔（Coolangatta）休息區包括五個士兵休息營，以及兩個專為潛艇兵提供的酒店，一號營地位於馬斯格雷夫街以北的基拉（Kirra）海灘，位於今天的勞頓（Roughton）公園內。宿舍和醫務室位於溫斯頓街和勳爵街的交叉口之間，勳爵街東側的2號營地位於基拉山，而3號營地位於庫倫加塔海灘旁的海濱大道、4號營地則位於格林芒特（Greenmount）。5號營地位於格林芒特山，位於今天的帕特費根（Pat Fagan）公園、海濱大道以北，該營地包括五間小屋，分為十間單人房、一間餐廳和娛樂室、浴室和廁所。
第二次世界大戰期間，澳洲皇家空軍也在南港布羅德沃特運作了一個水上飛機降落區。 

### 二戰後發展及當地改名為黃金海岸
南海岸（South Coast）鎮於 1949 年 6 月 17 日由庫倫加塔鎮、南港鎮以及奈朗郡的沿海地區（例如伯利角 Burleigh Heads）合併而成，即現在的黃金海岸沿海地區地帶首次成為一個單一的地方政府區域。當地是二戰歸來的軍人非常受歡迎的度假勝地。
然而，自 1950 年起，當地房地產及其他商品和服務的價格上漲導致了當地有“黃金海岸”的綽號。南海岸當地人最初認為「黃金海岸」這個名字帶有貶義。
然而，很快地「黃金海岸」就成為了從南港到庫倫加塔一帶的度假勝地的便捷名稱。隨著當地旅遊業於1950年代持續發展，當地企業開始在其名稱中採用該名，1958年10月23日，南海岸鎮更名為黃金海岸鎮。雖然當地沒有主教座堂，但黃金海岸仍在1959年5月16日宣佈成為城市。
黃金海岸的特定地區成為許多內陸人的度假勝地。在新南威爾斯州邊境的庫倫加塔，有一個大篷車和露營公園，許多來自伊普斯威奇的家庭在那裡度過聖誕節假期。後來，該地區湧現許多度假出租公寓。在鄰近庫倫加塔的可倫賓（Currumbin），可倫賓救生員隊與類似的伊普斯維奇游泳俱樂部共享「維京人」的頭銜，由此可證當地與伊普斯威奇的連繫。當時許多維京人游泳俱樂部成員會在假期期間加入可倫賓的救生隊。
來往雪梨和庫倫加塔的直飛航班於 1956 年開通。

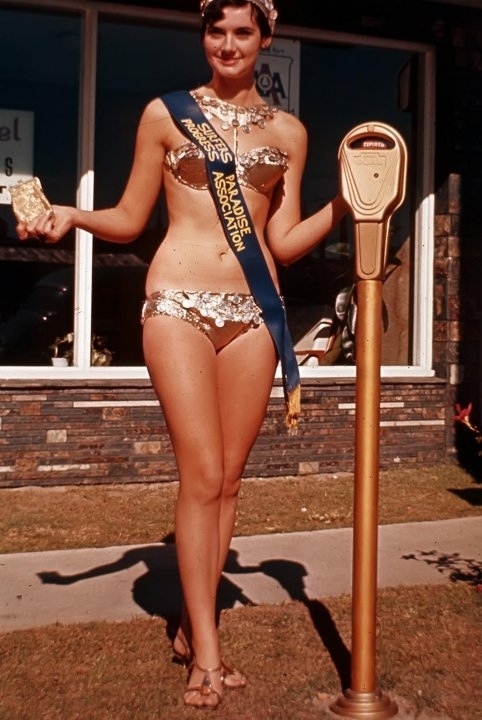
1965年引入、穿著比基尼的衝浪者天堂咪錶女郎已成為黃金海岸的標誌之一

黃金海岸的第一個城鎮規劃始於 1953 年的南海岸規劃方案，它的特點是在鄰近戰略節點的區域實施高度限制。
到 1960 年代，黃金海岸的基礎設施有了顯著發展，當地建築業能夠支持高層度假公寓和酒店的開發（其中第一座公寓 Kinkabool 於 1959 年竣工）。
衝浪者天堂已牢牢確立了自己作為頂級度假勝地的地位，並於 1965 年引入了穿著比基尼的咪錶女郎，為海灘邊的停車計時器提供服務，以防止度假者收到停車罰款，這是一項特別受歡迎的創新。
1965年，世界滑水錦標賽在衝浪者天堂滑雪花園（現稱為海洋世界）舉行，這是首次在黃金海岸沿海舉辦的國際活動。
在當地建築摩天大樓的熱潮在 1970 年代持續不斷，到 1981 年庫倫加塔黃金海岸機場航站樓啟用時，黃金海岸已成為澳洲最著名的家庭度假勝地。當時黃金海岸距海岸10公里以內的大部分空地均已被開發。
1980年代日本房地產投資使黃金海岸天際線飛揚，夢幻世界遊樂園、海洋世界、華納兄弟電影世界、狂野水世界等現代主題樂園的建設確立了黃金海岸作為國際旅遊中心的聲譽。
2007年，黃金海岸人口超越新南威爾士州的紐卡斯爾，成為澳州第六大城市和澳洲最大的非首府城市。
2018年4月4日至15日，大英國協運動會於黃金海岸舉行。

## 地理

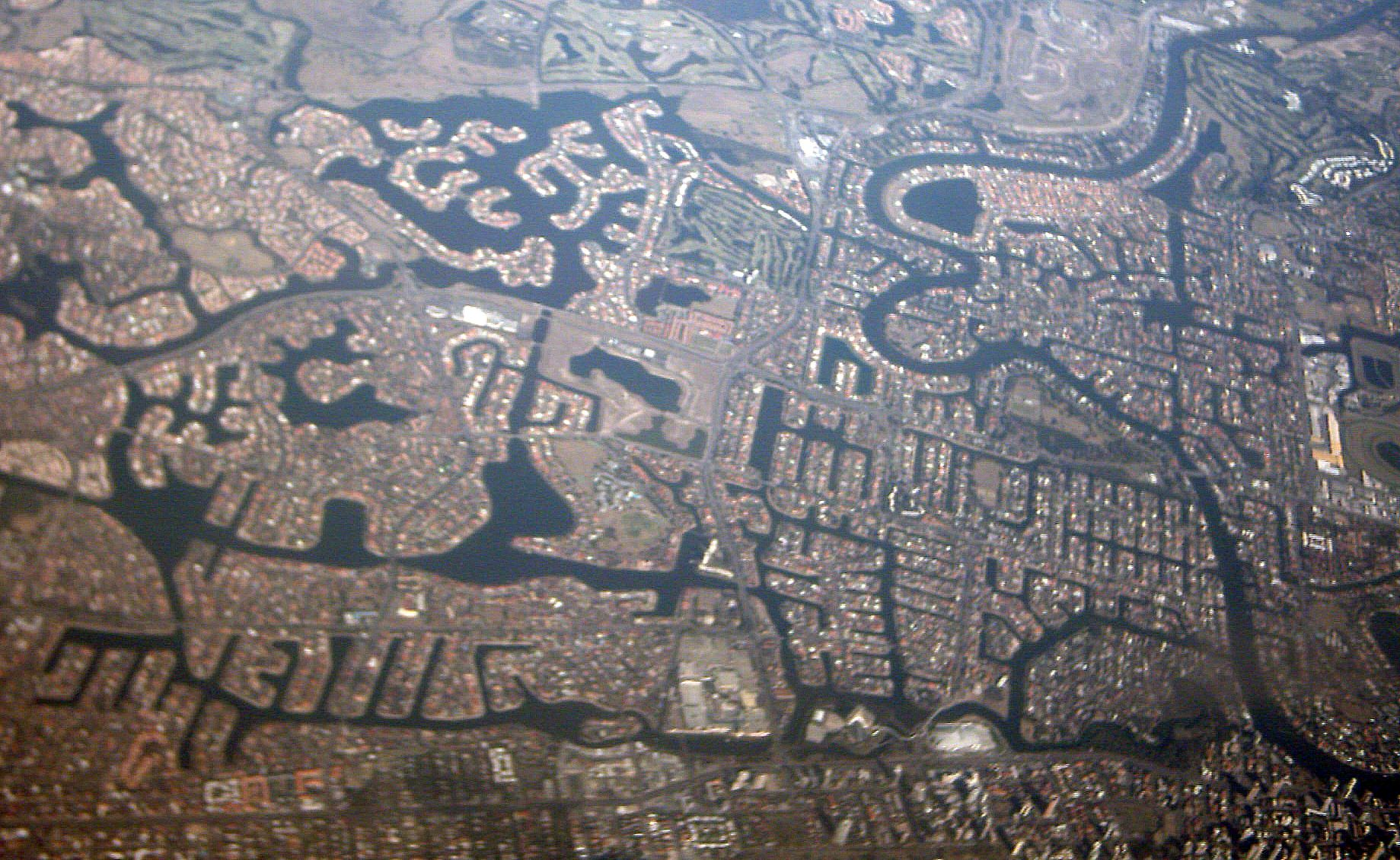
黃金海岸的人工運河和佈滿高級住宅的人工島嶼

黃金海岸位於昆士蘭州首府布里斯本以南-東南約66公里處，是昆士蘭州第二大城市、澳州第六大城市和澳洲最大的非首府城市。黃金海岸的市區主要位於海邊，並沿著海岸延伸約60公里，北邊與大布里斯本都會區接壤，南端則抵昆士蘭州與新南威爾斯州州界。黃金海岸的中心商業區位於南港。
在歐洲人定居和 19 世紀大面積開墾土地之前，黃金海岸大部分地區都被森林覆蓋。黃金海岸現約有一半區域被各種類型的森林覆蓋。其中包括小片近乎原始的古代雨林、紅樹林覆蓋的島嶼以及小片沿海石南地和農田，其中有未砍伐的桉樹林。
在 1950、1960 年代，澳洲聯邦政府以減稅鼓勵進行商業森林種植，黃金海岸亦曾種植了人工松林，但現在僅存少量殘餘。
阿爾伯特河將布里斯班市以南的洛根市和黃金海岸分隔開。
黃金海岸市從阿爾伯特河、洛根河和南摩頓灣一直向南延伸約 56 公里至新南威爾斯州邊界，並從海岸向西延伸至大分水嶺山麓、已被列入世界遺產名錄的萊明頓（Lamington）國家公園。
庫倫加塔是黃金海岸市最南端的城鎮，包括危險角及其燈塔，它與堤維德岬是孿生城市。庫倫加塔最東端位於南緯28.1667°、東經153.55°處，是昆士蘭州大陸部分的最東端（離岸島嶼北斯德布魯克島上的眺望角則更東一點）。從庫倫加塔出發，大約四十公里的度假勝地和衝浪海灘一路向北延伸至主灘郊區，然後再向北延伸至斯特德布魯克島郊區和衝浪者天堂，形成了黃金海岸的商業中心。
黃金海岸的主要河流是奈朗河。當地沿海地帶和內陸之間的大部分土地曾經是連接這條河的濕地，但該些濕地已轉變為人造水道（長度超過 260 公里或超過意大利威尼斯之運河的 9 倍長度）和佈滿高級住宅的人工島嶼。高度開發的沿海地帶坐落在這些水道和海洋之間的狹窄沙洲上。
這座城市的西部毗鄰大分水嶺的一部分，通常被稱為黃金海岸腹地。當地面積達 206 平方公里的山脈地區現已受萊明頓國家公園保護，並已因其「盾狀火山口周圍展現出的傑出地質特徵以及大量稀有和受威脅的雨林物種」而被列入為世界自然遺產。該區吸引了叢林徒步旅行者和一日遊者前往。該區亦發現了重要的熱帶雨林授粉和種子傳播者中央狐蝠 (Pteropus alecto)，夜間可能會聽到牠們覓食的聲音。

### 气候
黃金海岸屬於亞熱帶濕潤氣候（柯本氣候分類 Cfa/Cwa），冬季溫和至溫暖，夏季炎熱潮濕。該市夏季降水量很大，主要集中在雷暴和大陣雨，降雨偶爾會持續數週，給居民帶來“夏日憂鬱”，而冬季氣候宜人，溫和到溫暖，降雨量很少。事實上，正是因為這個宜人的冬季氣候，這座城市和陽光海岸（布里斯本東北部的沿海地區）才享譽國際。黃金海岸航道記錄的極端氣溫從2007 年7 月19 日的2.5 °C (36 °F) 到2005 年2 月22 日的40.5 °C (105 °F)。儘管如此，該市夏季氣溫很少超過35 °C (95 °F)、冬季氣溫低於 5 °C (41 °F)。衝浪者天堂的海水平均溫度從七月和八月的 21.5 °C (70.7 °F) 到二月的 27.1 °C (80.8 °F)。
| 黄金海岸（1992-2020年平均数据） | 黄金海岸（1992-2020年平均数据） | 黄金海岸（1992-2020年平均数据） | 黄金海岸（1992-2020年平均数据） | 黄金海岸（1992-2020年平均数据） | 黄金海岸（1992-2020年平均数据） | 黄金海岸（1992-2020年平均数据） | 黄金海岸（1992-2020年平均数据） | 黄金海岸（1992-2020年平均数据） | 黄金海岸（1992-2020年平均数据） | 黄金海岸（1992-2020年平均数据） | 黄金海岸（1992-2020年平均数据） | 黄金海岸（1992-2020年平均数据） | 黄金海岸（1992-2020年平均数据） |
| 月份                            | 1月                             | 2月                             | 3月                             | 4月                             | 5月                             | 6月                             | 7月                             | 8月                             | 9月                             | 10月                            | 11月                            | 12月                            | 全年                            |
| ------------------------------- | ------------------------------- | ------------------------------- | ------------------------------- | ------------------------------- | ------------------------------- | ------------------------------- | ------------------------------- | ------------------------------- | ------------------------------- | ------------------------------- | ------------------------------- | ------------------------------- | ------------------------------- |
| 历史最高温 °C（°F）             | 38.5 (101.3)                    | 40.5 (104.9)                    | 36.3 (97.3)                     | 33.3 (91.9)                     | 29.4 (84.9)                     | 27.1 (80.8)                     | 28.9 (84.0)                     | 32.4 (90.3)                     | 33.0 (91.4)                     | 36.8 (98.2)                     | 35.5 (95.9)                     | 39.4 (102.9)                    | 40.5 (104.9)                    |
| 平均最高温 °C（°F）             | 33.2 (91.8)                     | 32.7 (90.9)                     | 32.5 (90.5)                     | 29.7 (85.5)                     | 26.9 (80.4)                     | 24.9 (76.8)                     | 25.1 (77.2)                     | 26.5 (79.7)                     | 29.1 (84.4)                     | 31.3 (88.3)                     | 31.8 (89.2)                     | 33.3 (91.9)                     | 33.3 (91.9)                     |
| 平均高温 °C（°F）               | 28.9 (84.0)                     | 28.7 (83.7)                     | 28.0 (82.4)                     | 26.1 (79.0)                     | 23.6 (74.5)                     | 21.4 (70.5)                     | 21.3 (70.3)                     | 22.1 (71.8)                     | 24.0 (75.2)                     | 25.4 (77.7)                     | 26.9 (80.4)                     | 28.0 (82.4)                     | 25.4 (77.7)                     |
| 日均气温 °C（°F）               | 25.4 (77.7)                     | 25.2 (77.4)                     | 24.5 (76.1)                     | 22.2 (72.0)                     | 19.5 (67.1)                     | 17.3 (63.1)                     | 16.7 (62.1)                     | 17.3 (63.1)                     | 19.4 (66.9)                     | 21.1 (70.0)                     | 23.0 (73.4)                     | 24.2 (75.6)                     | 21.3 (70.4)                     |
| 平均低温 °C（°F）               | 21.9 (71.4)                     | 21.8 (71.2)                     | 20.9 (69.6)                     | 18.3 (64.9)                     | 15.4 (59.7)                     | 13.3 (55.9)                     | 12.0 (53.6)                     | 12.5 (54.5)                     | 14.8 (58.6)                     | 16.9 (62.4)                     | 19.0 (66.2)                     | 20.5 (68.9)                     | 17.3 (63.1)                     |
| 平均最低温 °C（°F）             | 18.8 (65.8)                     | 19.3 (66.7)                     | 17.6 (63.7)                     | 14.4 (57.9)                     | 10.5 (50.9)                     | 7.9 (46.2)                      | 7.1 (44.8)                      | 7.7 (45.9)                      | 10.5 (50.9)                     | 12.5 (54.5)                     | 15.1 (59.2)                     | 17.0 (62.6)                     | 7.1 (44.8)                      |
| 历史最低温 °C（°F）             | 16.7 (62.1)                     | 17.2 (63.0)                     | 13.4 (56.1)                     | 8.9 (48.0)                      | 6.6 (43.9)                      | 3.8 (38.8)                      | 2.5 (36.5)                      | 4.2 (39.6)                      | 7.9 (46.2)                      | 9.4 (48.9)                      | 8.2 (46.8)                      | 14.7 (58.5)                     | 2.5 (36.5)                      |
| 平均降水量 mm（）               | 136.7 (5.38)                    | 183.4 (7.22)                    | 134.0 (5.28)                    | 118.7 (4.67)                    | 97.6 (3.84)                     | 113.9 (4.48)                    | 49.5 (1.95)                     | 54.8 (2.16)                     | 41.2 (1.62)                     | 87.4 (3.44)                     | 106.7 (4.20)                    | 129.0 (5.08)                    | 1,252.9 (49.32)                 |
| 平均降水天数（≥ 1 mm）          | 8.8                             | 10.3                            | 11.0                            | 8.6                             | 8.1                             | 7.2                             | 5.0                             | 4.3                             | 5.1                             | 6.3                             | 8.0                             | 9.3                             | 92                              |
| 平均午後相對濕度（％）          | 70                              | 70                              | 68                              | 65                              | 62                              | 58                              | 55                              | 56                              | 62                              | 66                              | 68                              | 69                              | 64                              |
| 平均紫外线指数                  | 13                              | 12                              | 10                              | 7                               | 4                               | 3                               | 4                               | 5                               | 7                               | 9                               | 11                              | 13                              | 8                               |
| 来源：Bureau of Meteorology     |                                 |                                 |                                 |                                 |                                 |                                 |                                 |                                 |                                 |                                 |                                 |                                 |                                 |

## 人口
2016年澳洲人口普查中，黃金海岸市區人口為540,559人。根據該普查，黃金海岸（包括鄉郊地區）人口為569,997人，年齡中位數為39歲，比全國高出1歲。
黃金海岸居民祖籍中最多的是英格蘭人（29.3%）、澳洲人（22.5%）、愛爾蘭人（8.2%）、蘇格蘭人（7.5%）和德國人（3.6%）。當地居民中有64%的人出生在澳大利亞，其他最常見的出生國家是紐西蘭（7.9%）、英國（5.2%）、中國和南非（各1.2%）以及日本（0.7%），澳洲原住民佔人口的1.7%。
除英語外，當地最常用的語言是普通話（1.6%）、日語（1.0%）、韓語和西班牙語（各0.6%）以及粵語（0.5%）。
根據2021 年澳洲官方人口普查，黃金海岸最常見的宗教信仰為無宗教信仰(43.4%)、天主教(18.2%)、英國聖公會(11.9%)、聯合教會(2.9%)、非宗派基督教(3.1 %)、長老會和改革宗(1.9%)、佛教(1.4%)、五旬節派(1.3%)、浸信會(1.1%)、印度教(1.1%) 和伊斯蘭教(1.0%)。

## 景點

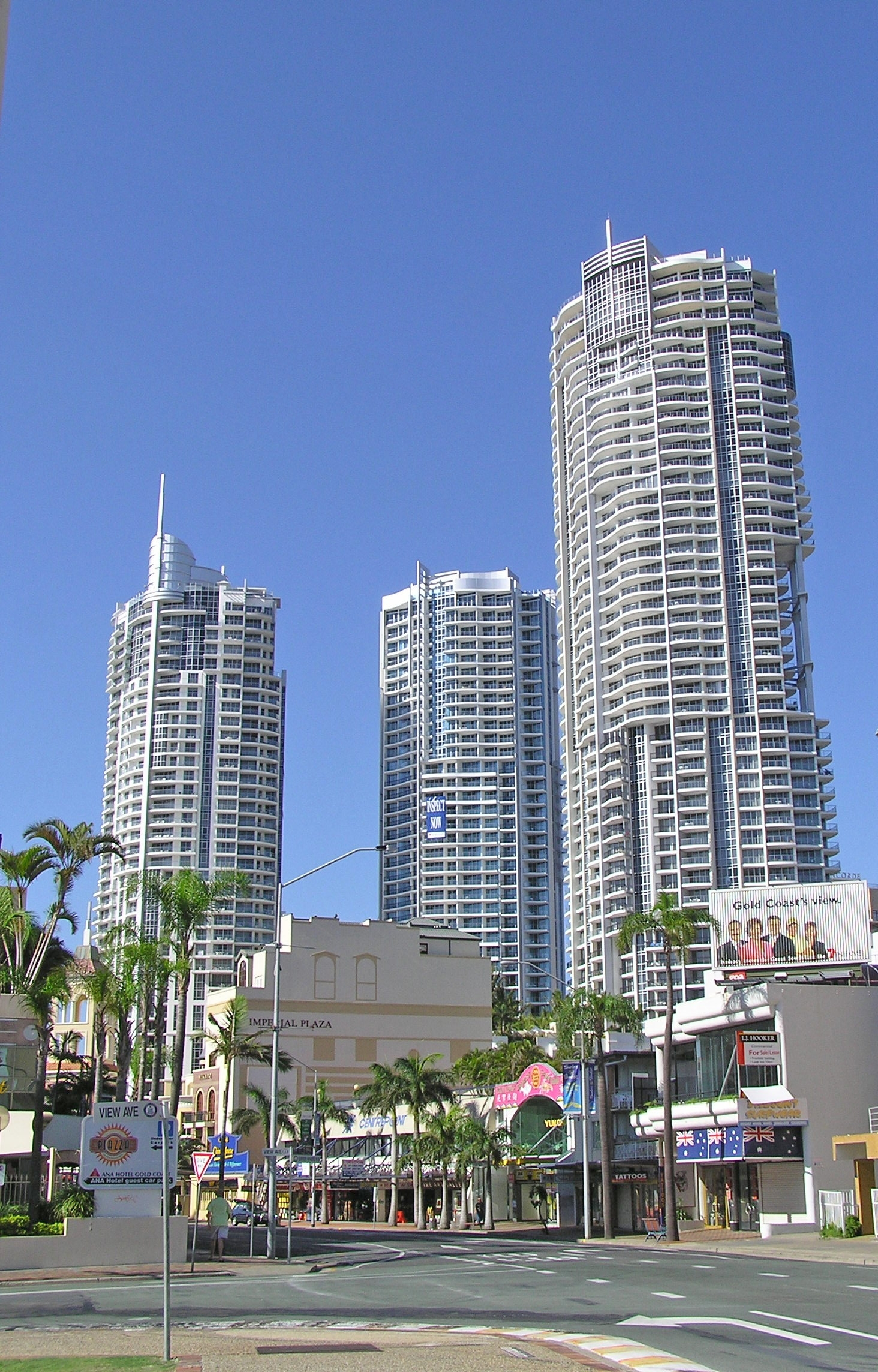
進入黃金海岸市中心前，首先映入眼簾的是當地人稱「Triple Towers of Chevron Renaissance」公寓大廈

- Q1大廈，大洋洲最高建筑物，亦曾为世界上最高的純住宅大廈（其地位已於2011年4月29日被迪拜火炬大廈取代。）。
- 冲浪者天堂，黃金海岸市市中心
- 華納兄弟電影世界
- 海洋世界（Sea World）
- 夢幻世界遊樂園
- 水上樂園（Wet-n-Wild Water World）
- 可伦宾野生动物育护园区（Wildlife Currumbin Sanctuary）
- 春溪國家公園
- 伯利角國家公園（Burleigh Head National Park）
- 坦伯林山（Tamborine Mountain）

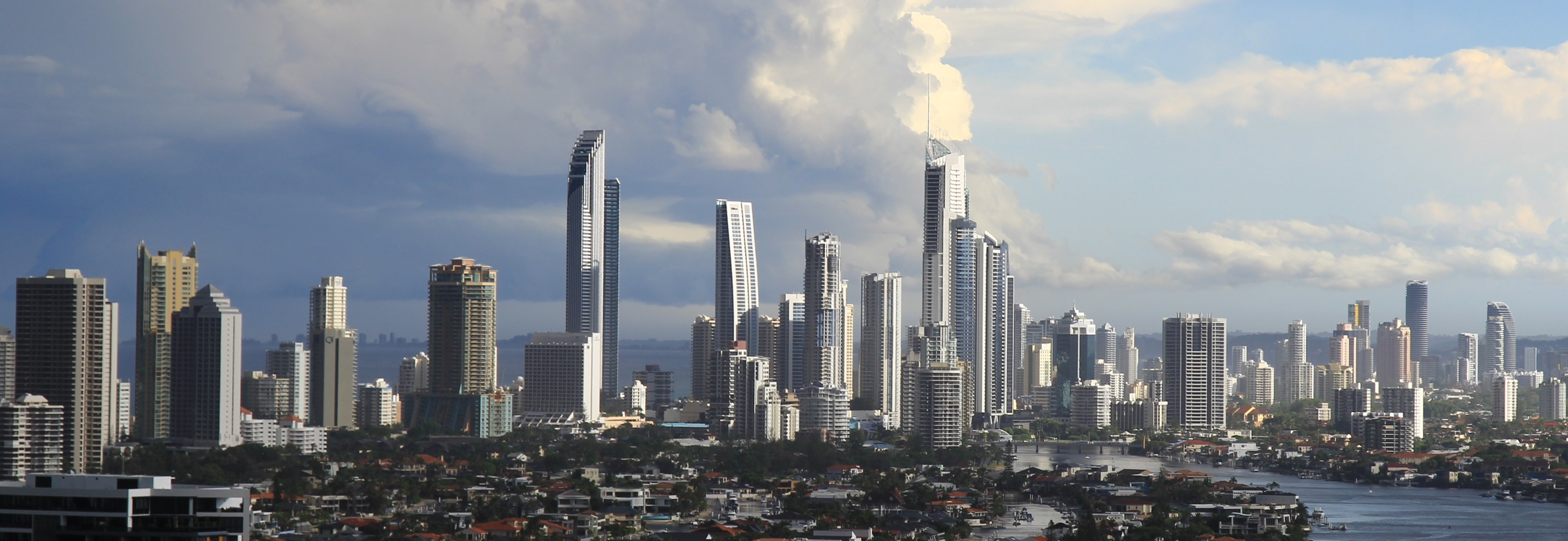
2015年時的黃金海岸天際線

### 海灘
黃金海岸市有57公里長的海岸線，當中有一些在澳大利亞以至世界最受歡迎的衝浪處，包括南斯德布魯克島、冲浪者天堂、棕櫚海灘（Palm Beach）、庫倫加塔等。

## 基礎設施

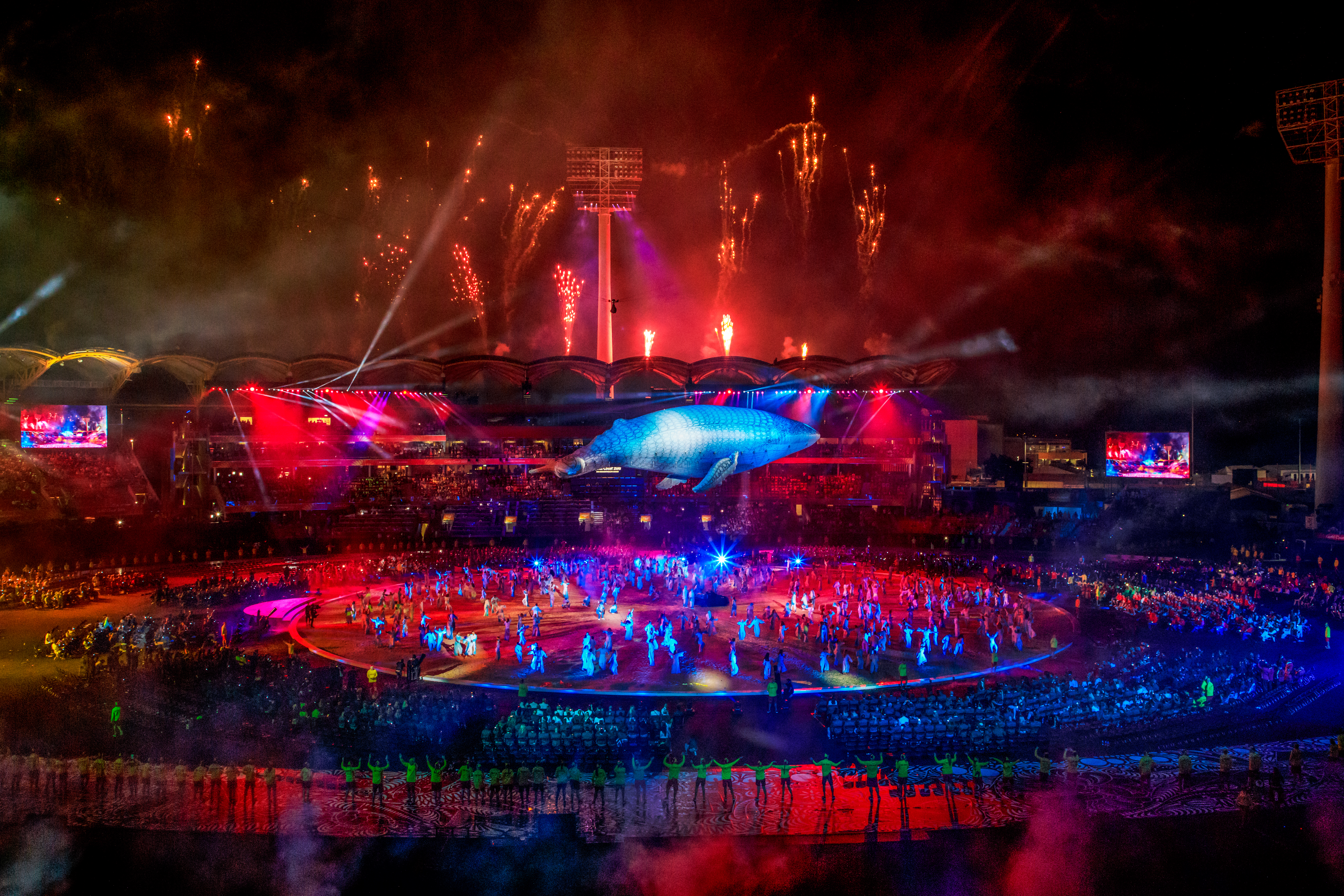
卡拉拉體育場：可容纳 40,000 人的大型足球和田径场

### 電力
當地的電力是由國家電力市場提供。國家電力市場是澳洲電力部門的一項安排，旨在連接澳洲東部和南部各州和地區的輸電網，創造一個跨州批發電力市場。

### 水供應
欣澤（Hinze）大壩位於奈朗西南 15 公里處，是當地居民的主要供水系統，大壩所攔蓄而成的水庫被稱為前進鎮湖（Advancetown Lake）。南港鎮議會於 1947 年就已規劃了該座大壩。
欣澤大壩第一階段於 1976 年竣工，提供 42,400 兆升的飲用水儲存和供應。第二階段則於 1989 年完成，使飲用水儲存量增加至 161,070 兆升。該階段耗資 4,200 萬澳元完成，包括將主堤、溢洪道和進水塔抬高約 18 公尺（59 英尺），使前進鎮湖表面積達到 9.72 平方公里。
2004年，黃金海岸市議會決定興建大壩第三期工程。當大壩達到滿載時，第三階段工程於2008年1月7日開始 ，並於2011年12月19日竣工。經過近四年的建設，第三階段建設總成本為 3.95 億澳元。
第三階段工程將壩牆高度從 93.5 公尺增加到 108 公尺，並將水庫容量從 161,070 兆升增加到 310,730 兆升，工程除增加供水外還具有緩解洪水的目的。壩牆較高的額外工程為壩牆以下的 4,500 所房屋提供了防洪保護，防止當地出現類似 1974 年布里斯班洪水的水災。除了供水外，前進鎮湖亦成為了黃金海岸居民喜愛的休閒設施。自第三階段升級以來，欣澤大壩允許的娛樂活動包括步行、電動或手動划船、釣魚、騎自行車和騎馬。這些設施的開放時間為每天上午 6 點至下午 6 點。湖周圍不允許露營及遛狗，同時強烈不鼓勵游泳。解說中心於 2011 年 12 月 19 日開業，並設有新停車場、步道、衛生間設施和燒烤區。
位於前進鎮湖上游的小奈朗壩亦可以補充城市地區的部分用水需求，兩者均由市議會黃金海岸水務公司管理。州政府宣布了水務產業結構方式的改革，2008-09 年將供水服務的所有權和管理權從地方政府轉移到州政府。當欣澤大壩（只有威文霍水庫容量的十分之一）水位下降時，黃金海岸市也會從布里斯班以西的威文霍大壩取水供北部郊區使用。
缺水和限水一直是當地當前面臨的問題，黃金海岸的一些新住宅區最近在其規劃和開發中納入了雙重網狀系統，以便透過同時建造的一座水回收廠供水。除了飲用水之外，這還將提供經過高度處理的再生水供家庭使用。黃金海岸皮帕瑪（Pimpama）- 庫梅拉郊區的再生水計劃已獲得世界認可。
黃金海岸水務公司每天能夠供應多達 133 兆公升的海水淡化水。

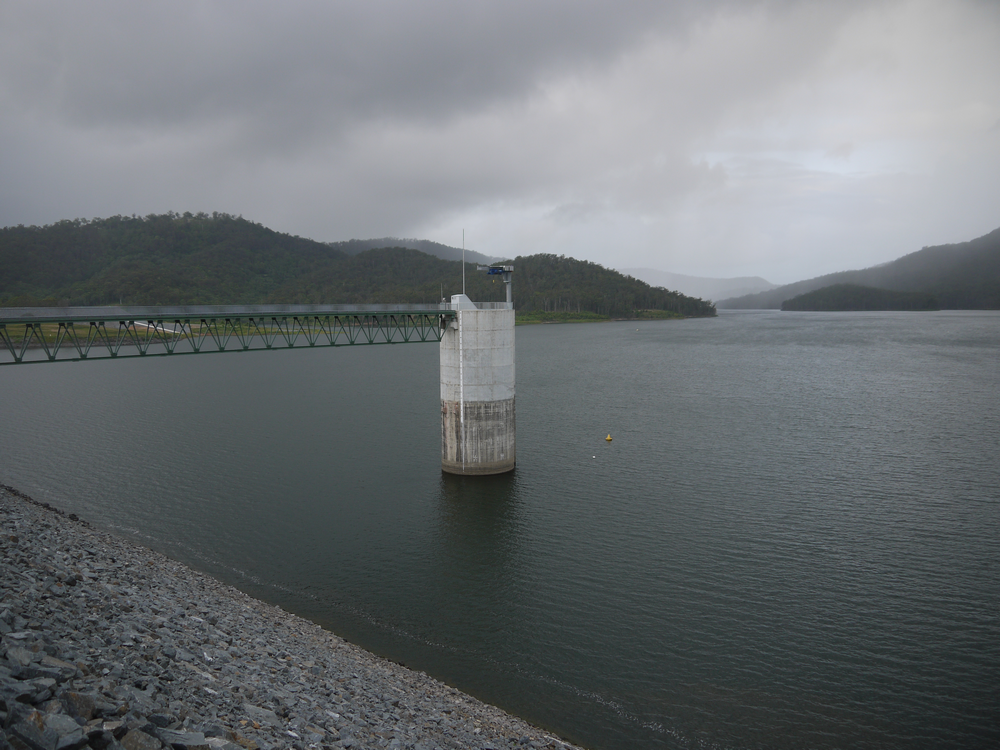
前進鎮湖，攝於2011年12月
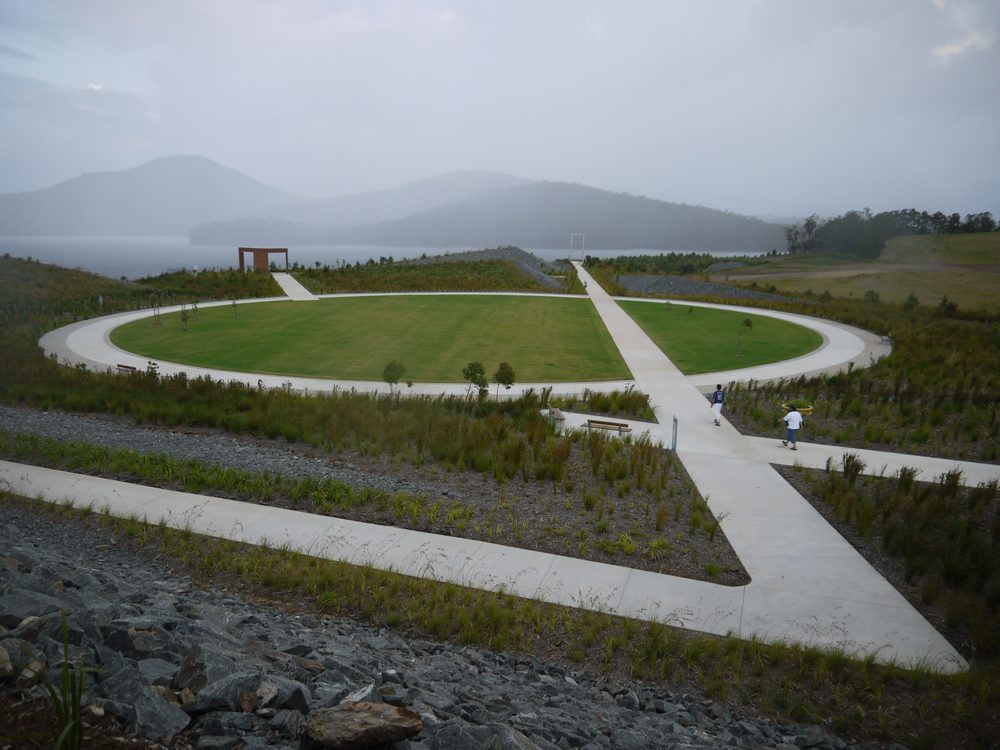
欣澤大壩第二階段工程完成後的開放空間
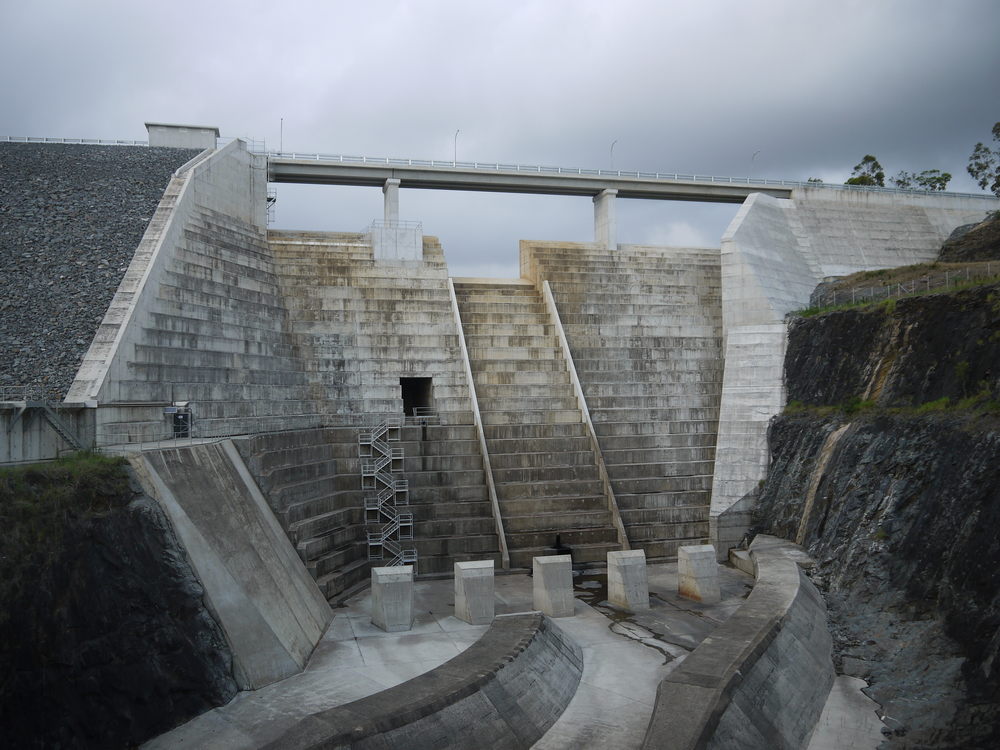
第三階段工程增建的溢洪道
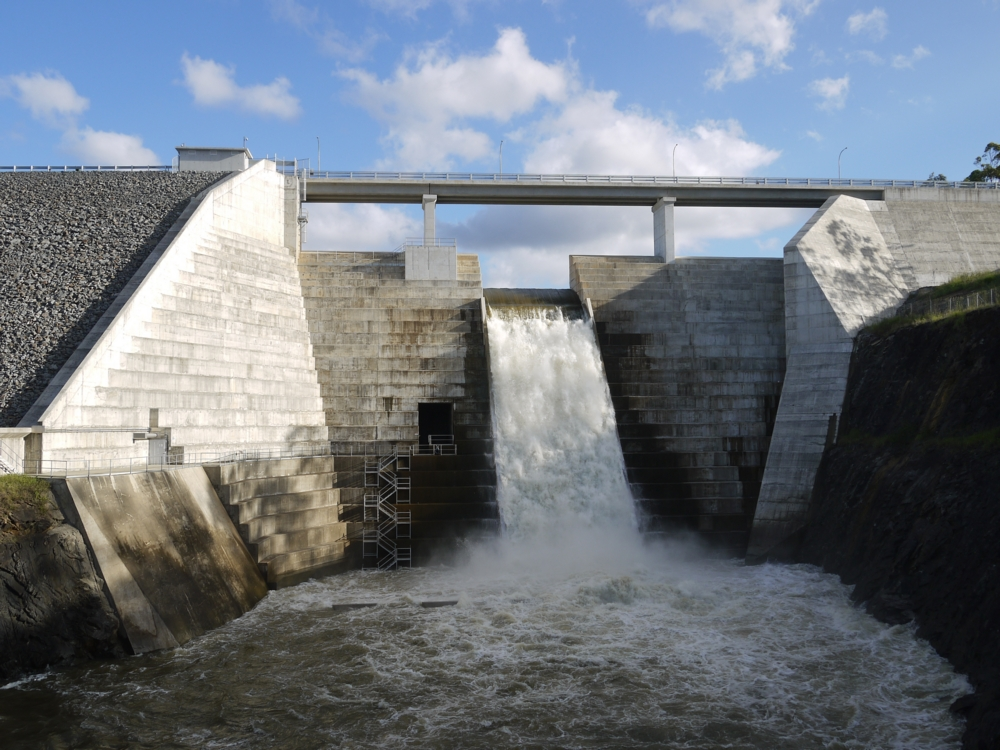
2013 年 1 月颶風奧斯瓦爾德帶來大雨後，欣澤大壩溢洪道自第三階段升級完成以來首次溢流
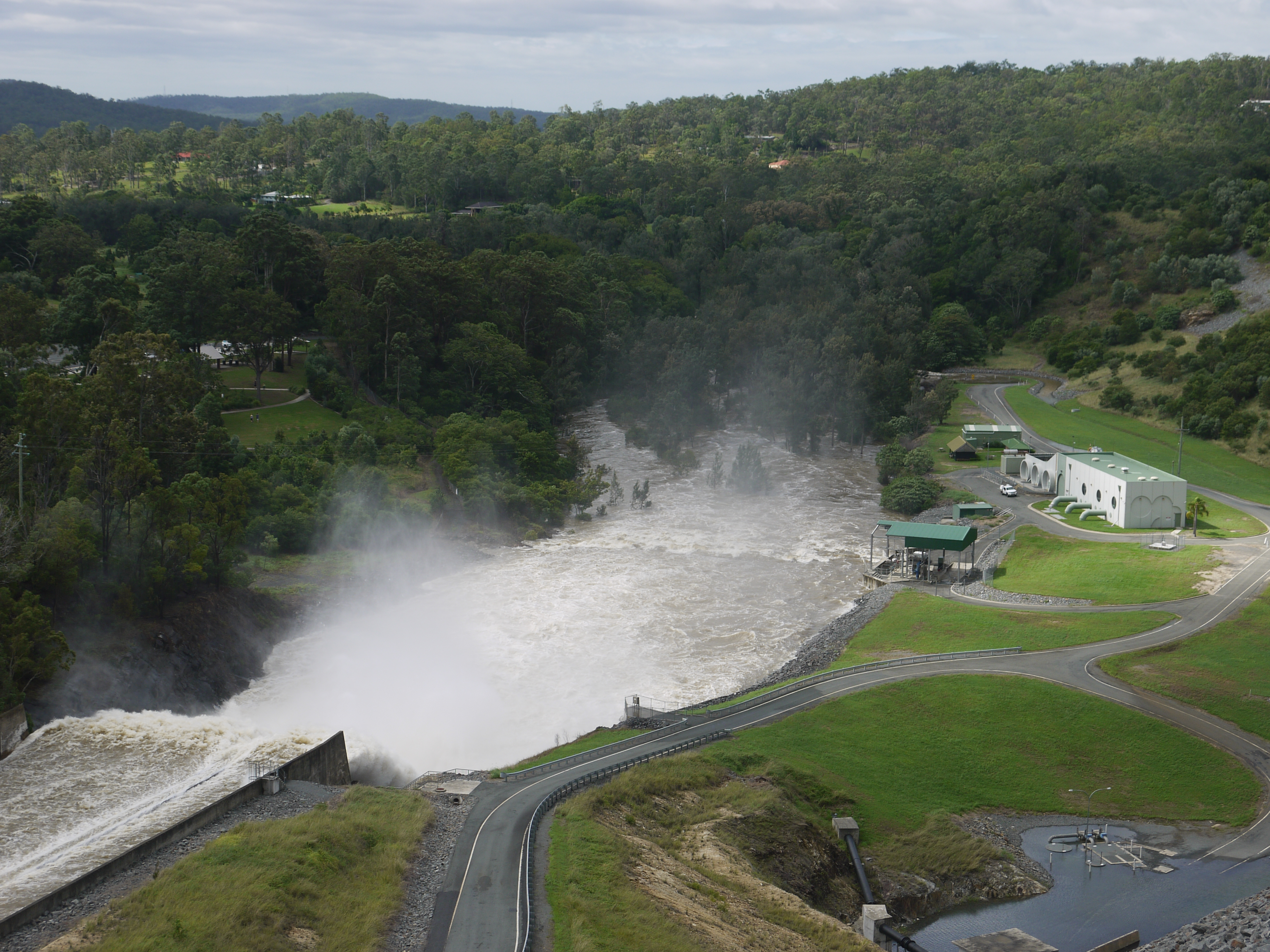
欣澤大壩下方的奈朗河，攝於2017年
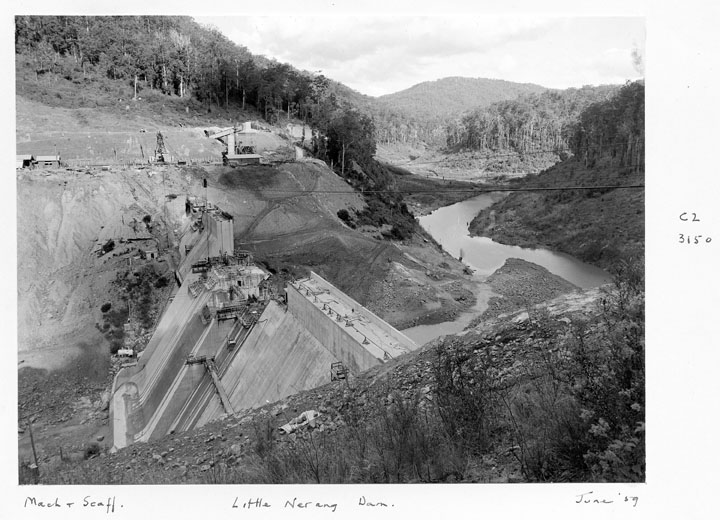
小奈朗壩

### 交通

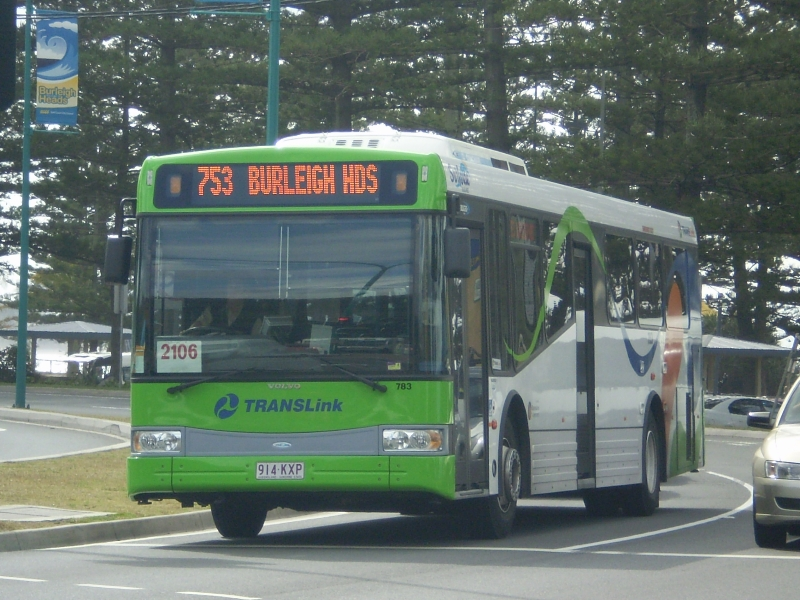
攝於伯利角的一架黃金海岸公車

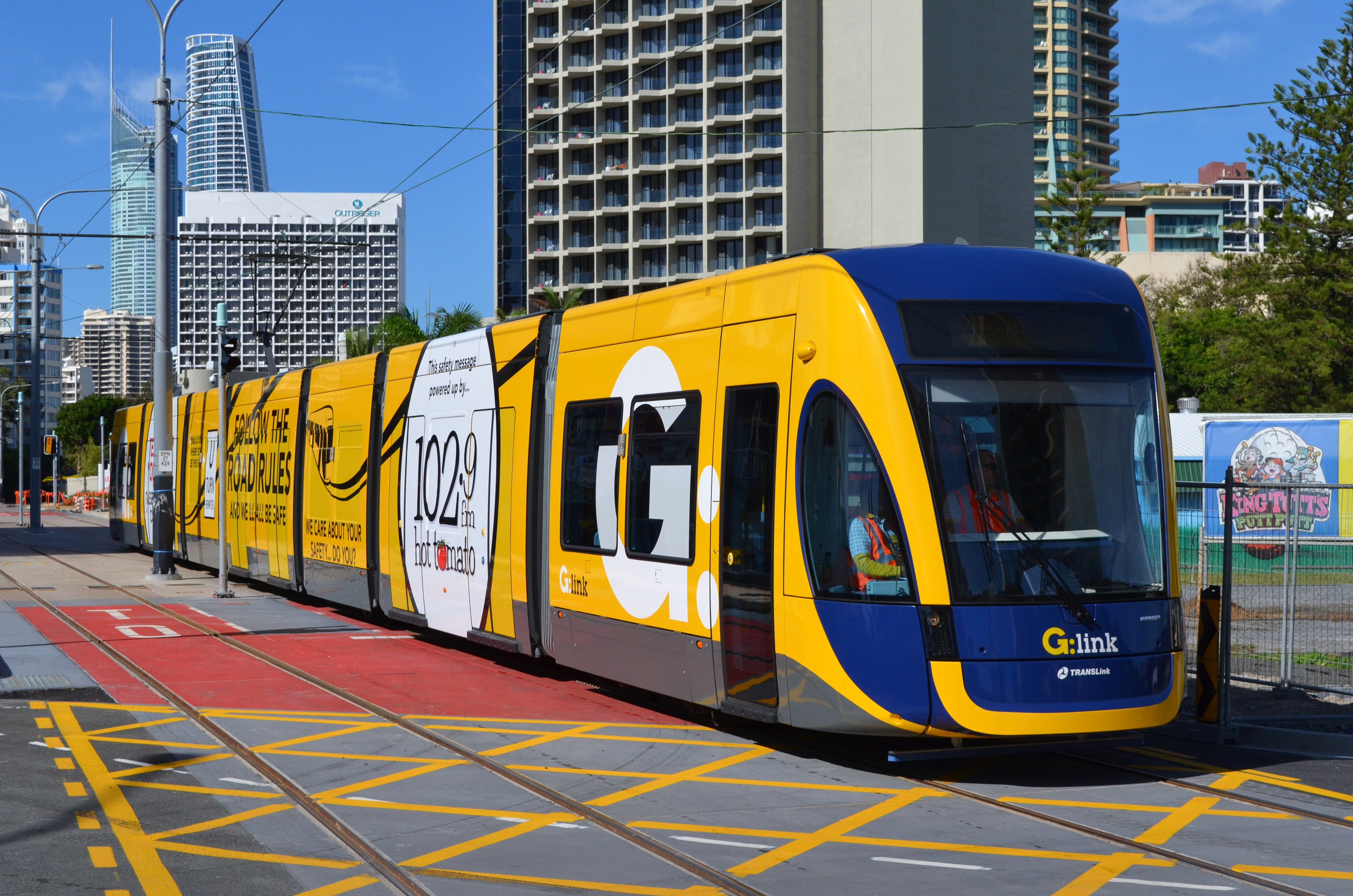
沿著衝浪者天堂大道行駛的黃金海岸輕鐵

汽車是黃金海岸的主要交通方式，超過 70% 的人將其作為唯一的上班方式。黃金海岸擁有廣泛的主幹道網絡，將沿海郊區與內陸郊區連接起來。近年來，地方和州政府對黃金海岸的交通基礎設施進行了投資，以應對該市許多道路日益擁擠的問題。黃金海岸擁有廣泛的公共交通網絡，包括巴士、火車和輕鐵，可供通勤上班、參觀景點和前往其他目的地。

#### 道路
多條主要道路將黃金海岸與新南威爾斯州布里斯班及週邊地區連接起來。太平洋高速公路 (M1) 是該地區的主要高速公路。從布里斯班的洛根高速公路 (M6) 出發，M1路穿過黃金海岸內陸地區，並在特威德岬附近的新南威爾斯/昆士蘭州邊界與太平洋公路相連。另一條高速公路：黃金海岸高速公路則連繫了該市的沿海市鎮，如衝浪者天堂、南港和伯利角。其他主要道路包括奈朗-寬闊海灘路、羅賓娜林蔭大道和南港-伯利路。

#### 輕鐵
黃金海岸輕鐵亦被稱為 G:link，是一條長 20 公里、連接海倫茲維爾和寬闊海灘的線路，途中亦服務南港和衝浪者天堂等黃金海岸的主要活動中心。輕鐵南港至寬闊海灘段於 2014 年通車，海倫茲維爾至南港段則於 2017 年完成，為 2018 年英聯邦運動會做準備。目前輕鐵第三期工程（將輕鐵線南延至伯利角）正在進行中，預計於2025年完成。

#### 火車
布里斯班市郊鐵路賓利（Beenleigh）線於1885年通車，並於1889年延伸至南港，成為南海岸線。 1903 年 8 月 10 日，一條通往新南威爾斯州堤維德岬的支線開通，當日營運了一列遊覽列車。 1903 年 9 月 14 日，第一列定期客運列車從布里斯本出發。由於汽車的日益普及，以及道路運輸中政治利益的影響，堤維德岬支線於1961年關閉，賓利至南港的線路於1964年關閉。
黃金海岸線賓利到海倫茲維爾段於 1996 年開通，但該線走線與南海岸線不同，走向近似太平洋高速公路。該線於1997年延伸至奈朗、1998年延伸至羅賓娜（Robina）、並於2009年延伸至大學湖（Varsity Lakes）。
該線路最初是一條單軌鐵路，後來分階段雙軌化。該線最後要雙軌化的路段位於庫梅拉（Coomera）站和海倫斯維爾站之間，工程於 2017 年底完成，新軌道於 2018 年投入運作。
該線由昆士蘭鐵路營運，並設有列車服務直達布里斯班市區及布里斯班機場。該線有向黃金海岸機場延伸的計劃。

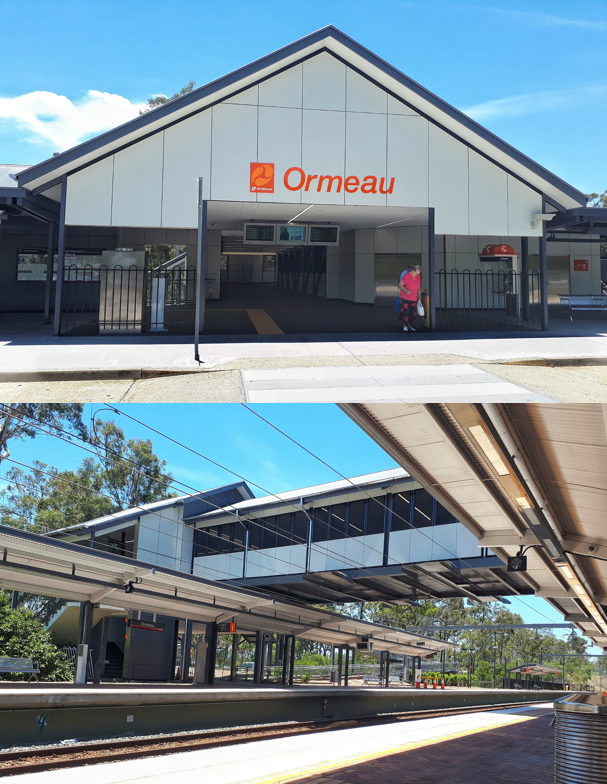
奧爾莫（Ormeau）站，黃金海岸最北的鐵路站
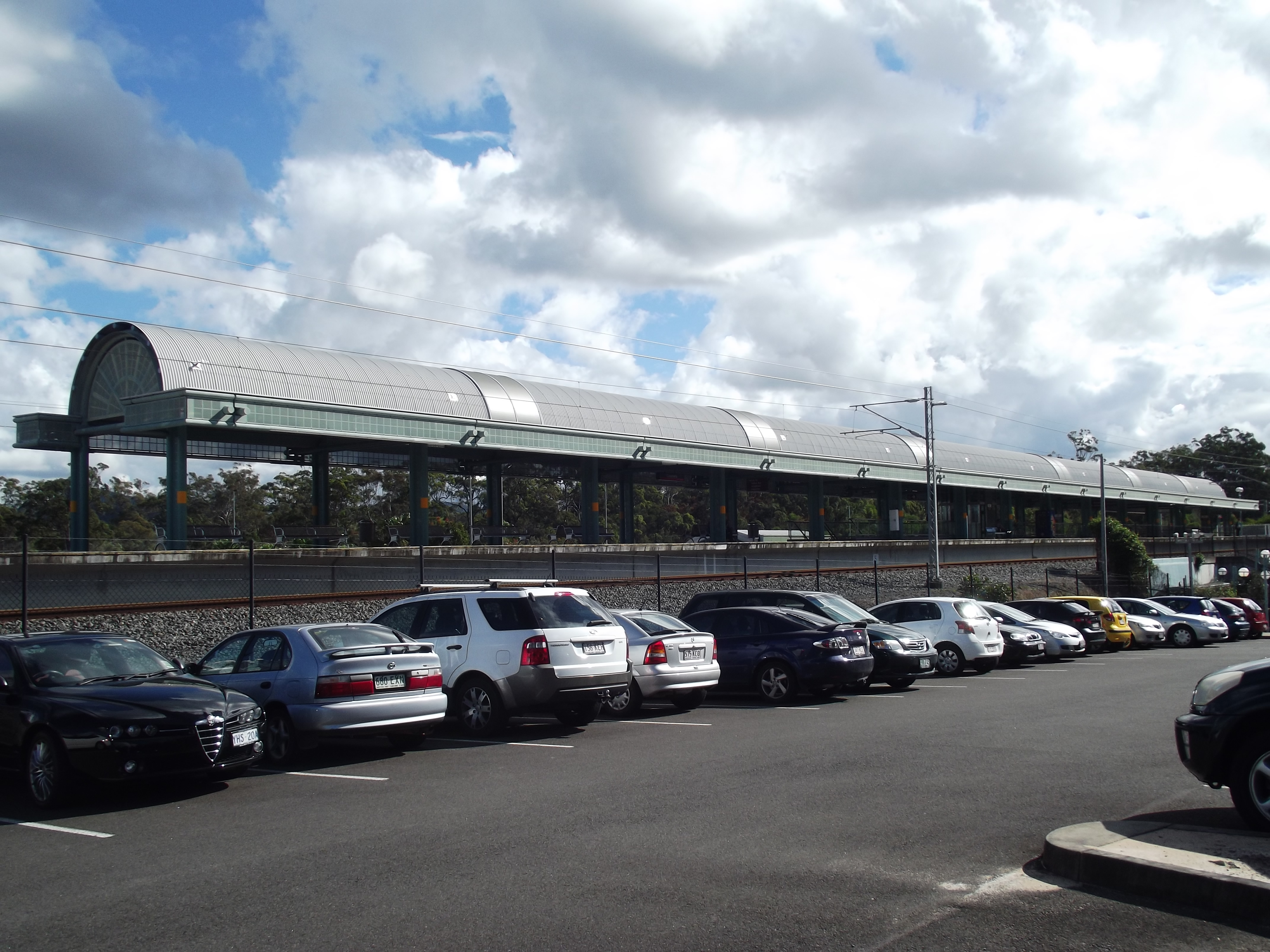
庫梅拉站
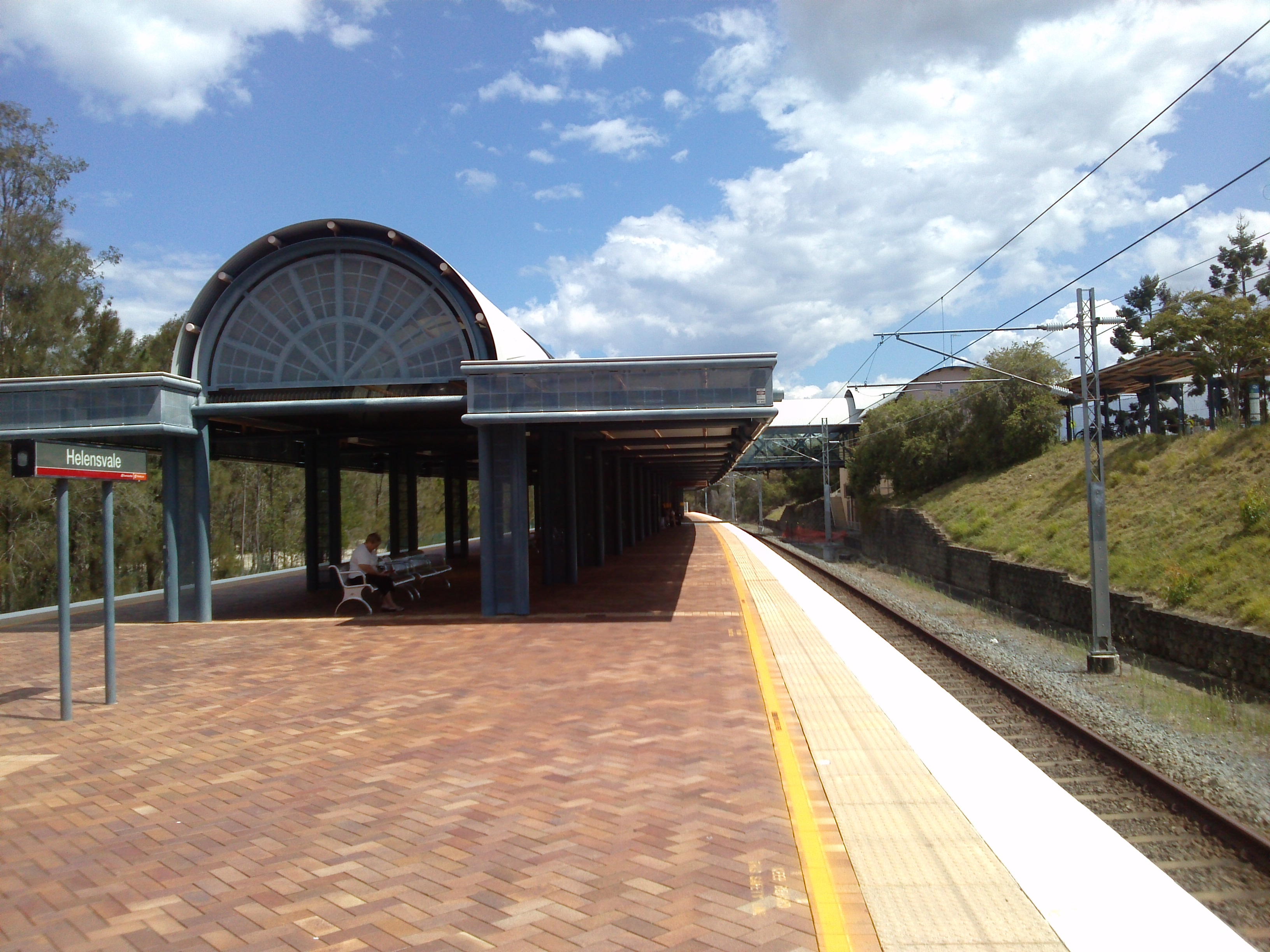
海倫斯維爾站，乘客可於該站轉乘黃金海岸輕鐵以前往市區
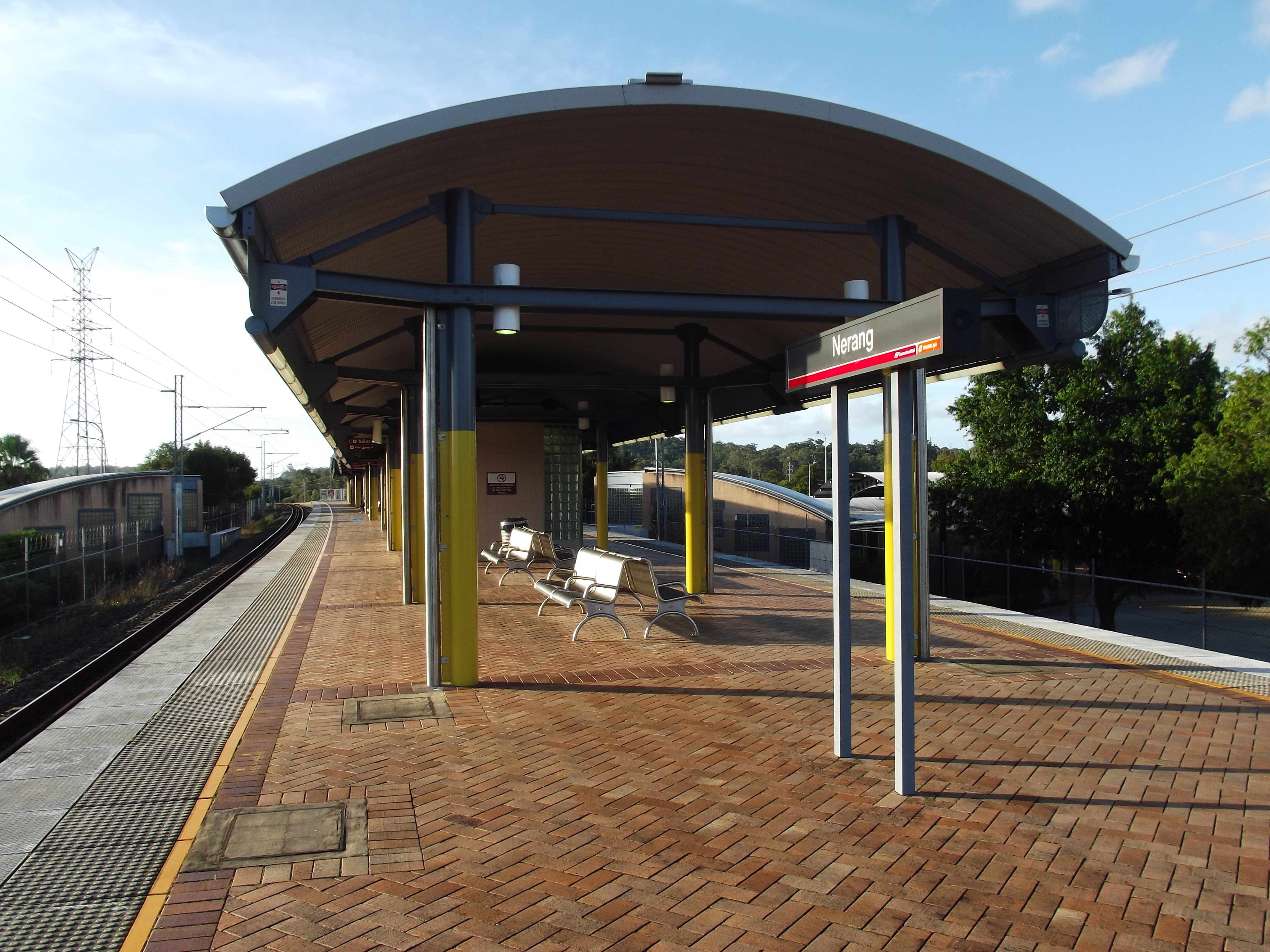
奈朗站月台
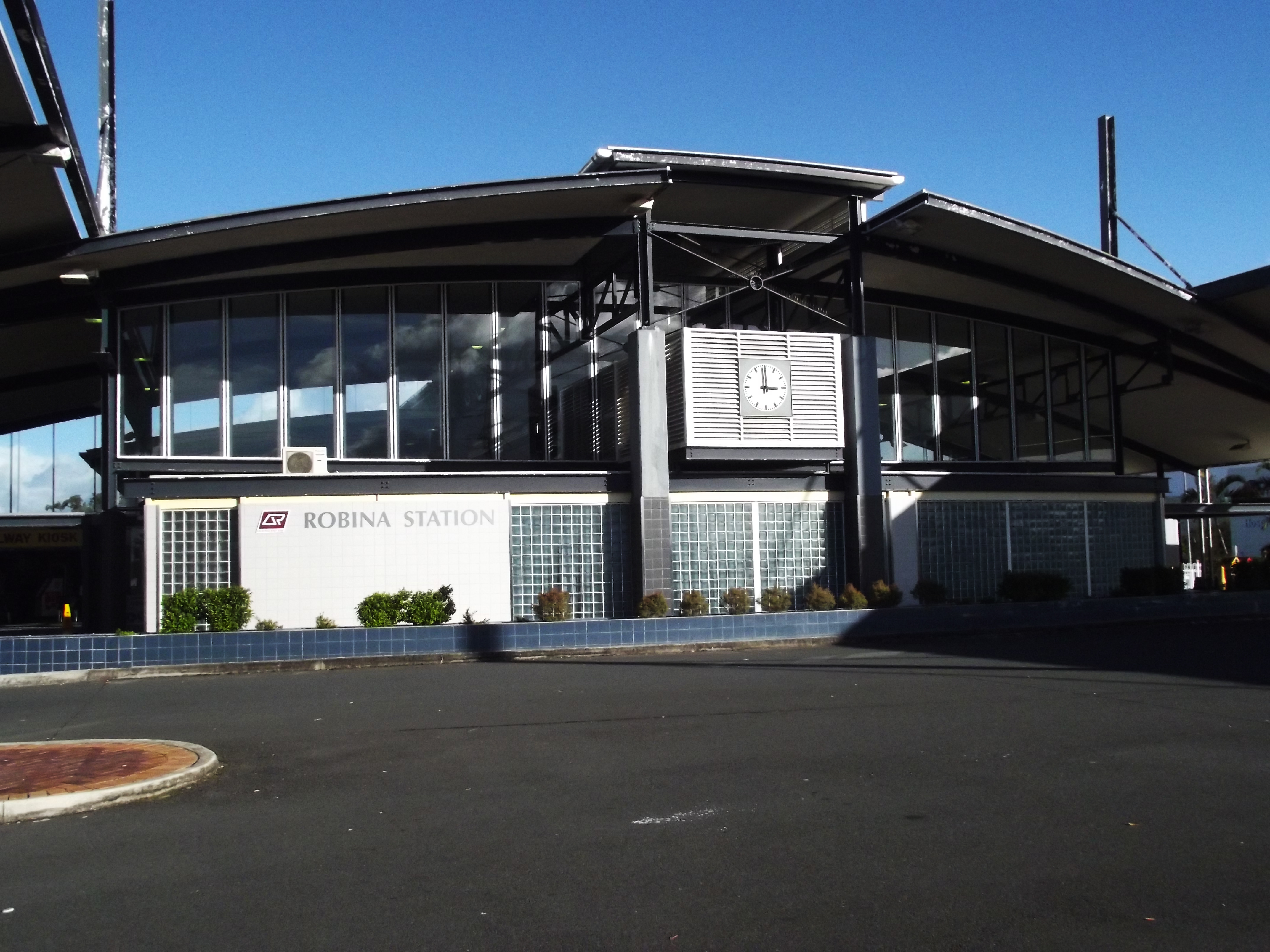
羅賓娜站，攝於2012年5月
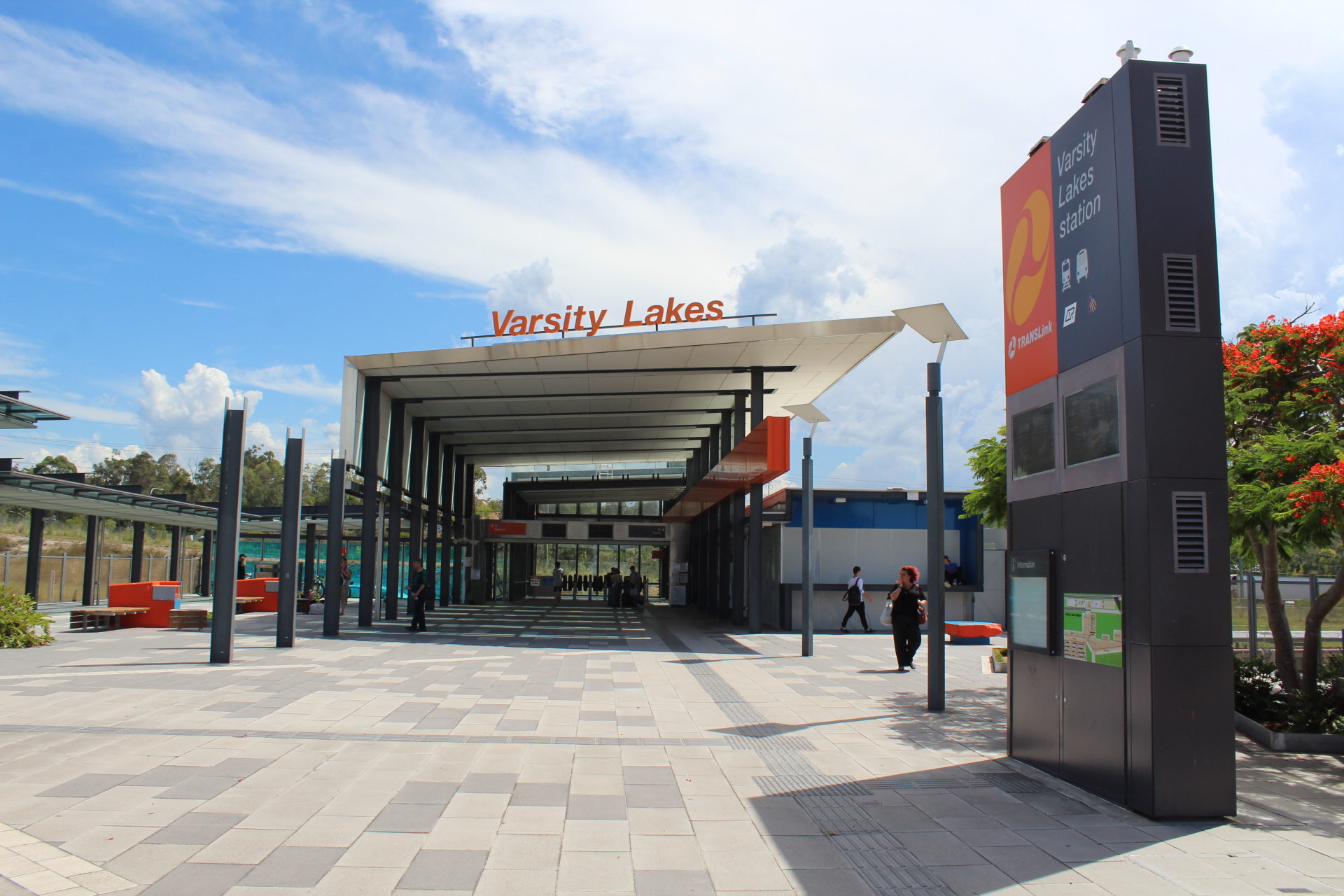
黃金海岸線南端總站大學湖站（Varsity Lakes）

#### 機場
市內主要的國際機場黃金海岸機場位於庫倫加塔，位於衝浪者天堂以南約 22 公里處。在2019年，該機場是澳洲第6繁忙的機場。

## 教育

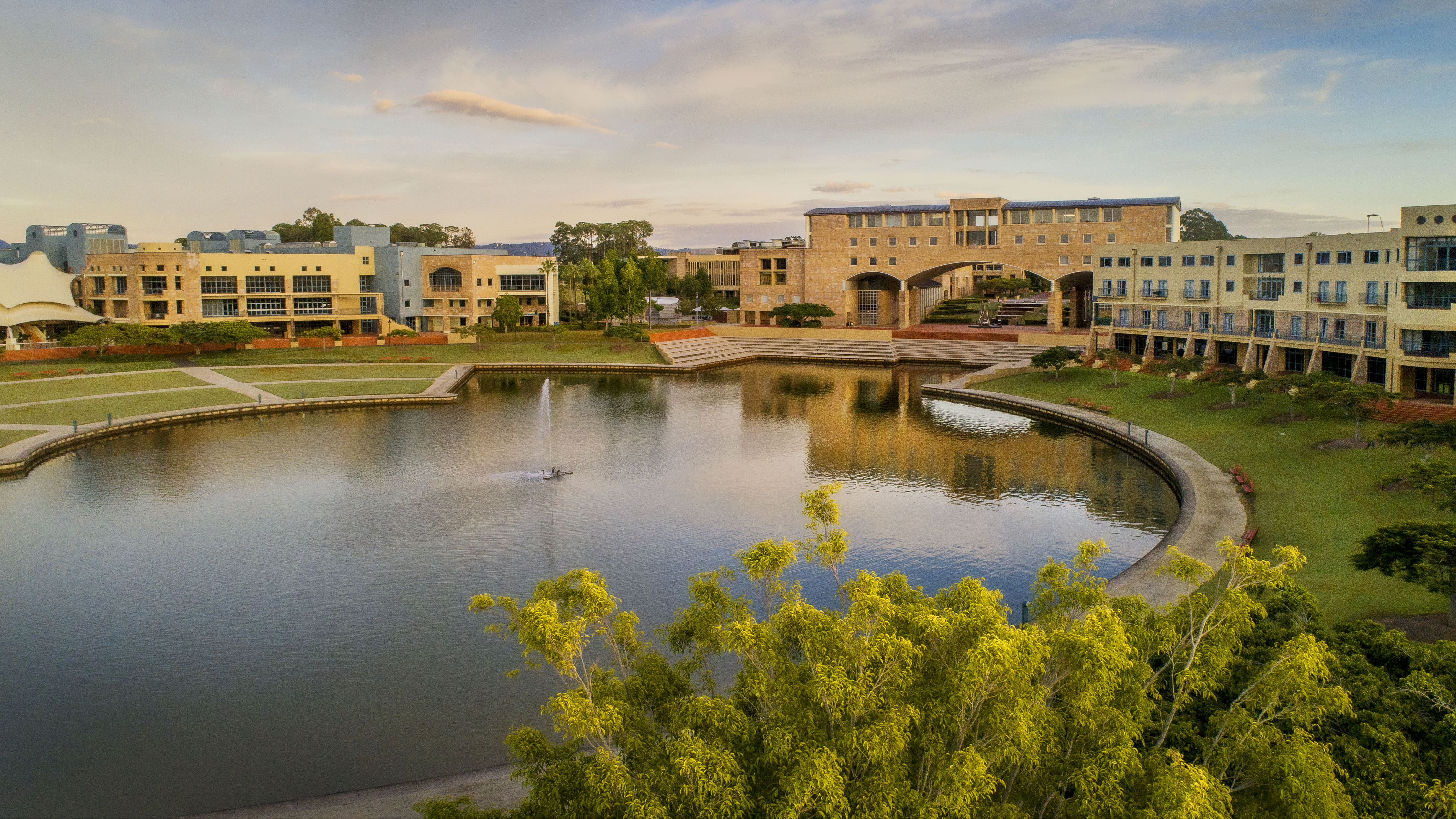
邦德大學

### 大學
黃金海岸市內主要有三所大學：格里菲斯大學黃金海岸校區、邦德大學以及南十字星大學黃金海岸校區。昆士蘭州技術與繼續教育學院亦於黃金海岸設有五個校區，分別位於南港、羅賓娜、庫梅拉、庫倫加塔等地。

## 姊妹城市
黃金海岸市已與下列城市締結為姊妹城市：
- 蒙古 烏蘭巴托
- 中华人民共和国 北海（廣西壯族自治區）
- 中华人民共和国 珠海（廣東省）
- 越南 峴港
- 日本 神奈川縣、北海道鷹棲町
- 中華民國（臺灣） 台北 [57]
- 中華民國（臺灣） 台南 [58]
- 法國 新喀里多尼亞 努美阿[59]
- 紐西兰 霍羅費努阿 （Horowhenua）區
- 希腊 科孚
- 以色列 內坦亞[60]
- 阿联酋 杜拜
- 美国 羅德岱堡（佛羅里達州）[61]

## 相片集

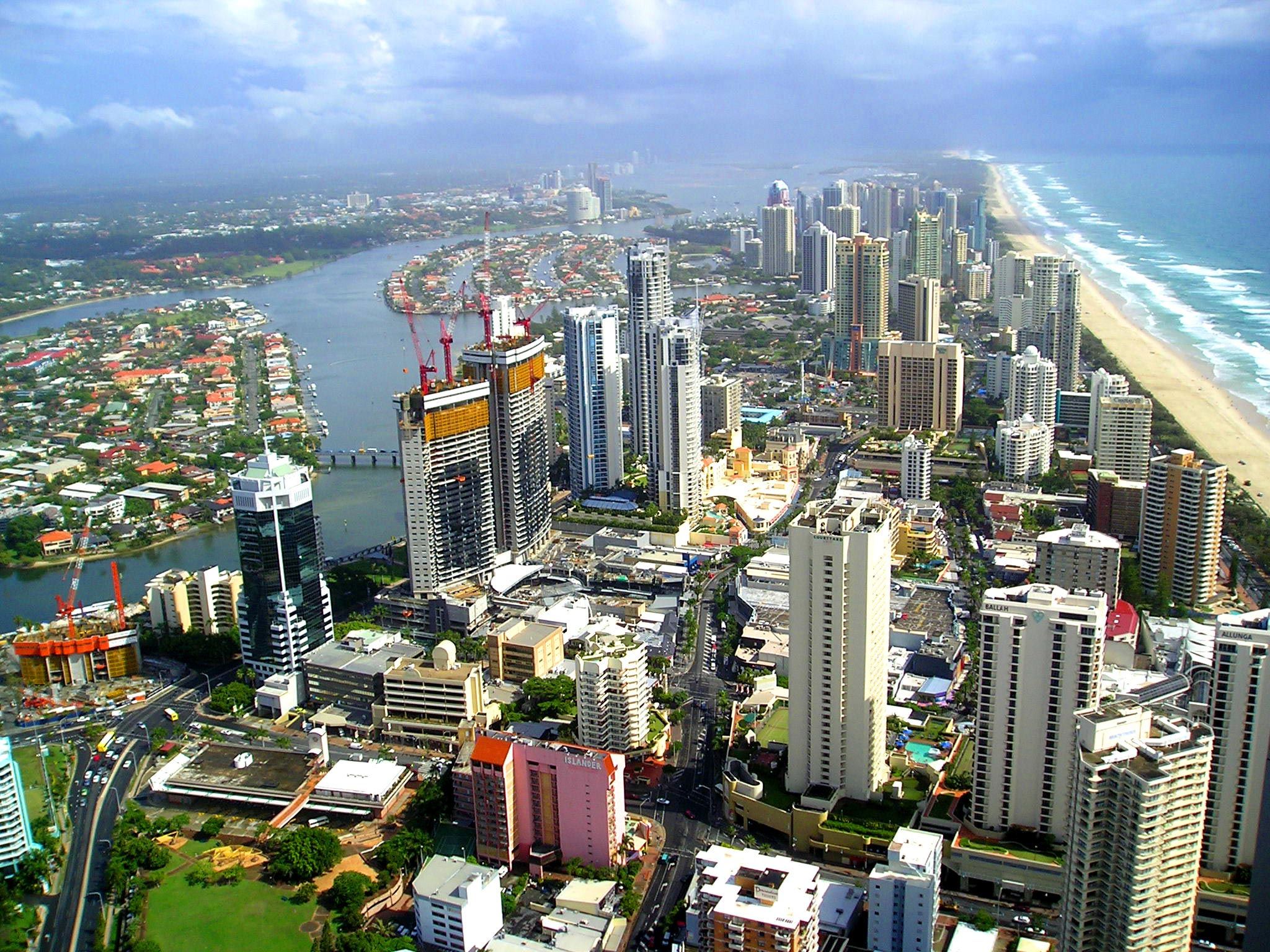
黃金海岸中心商業區（攝於Q1大廈）
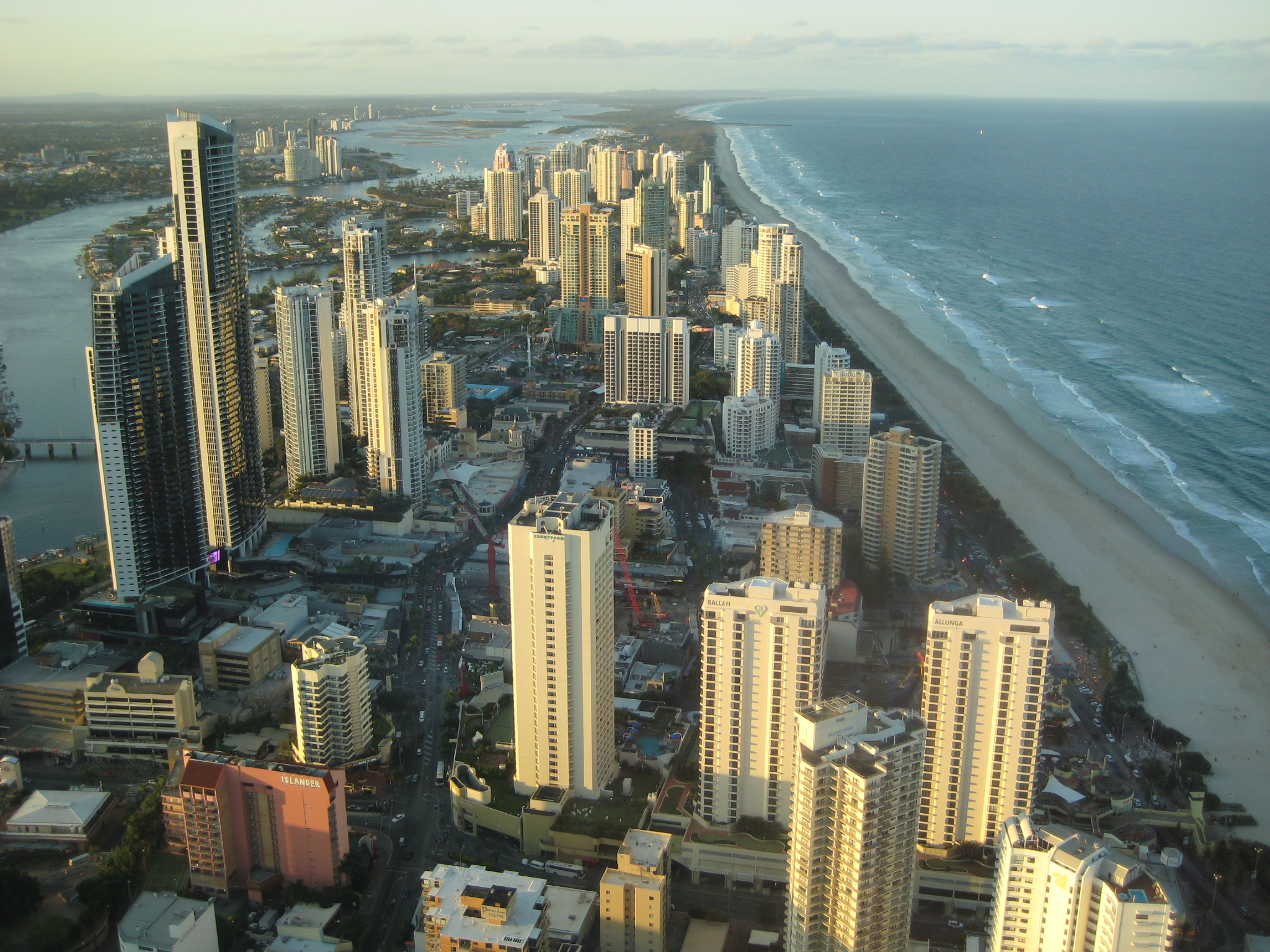
衝浪者天堂地区的城市天际线
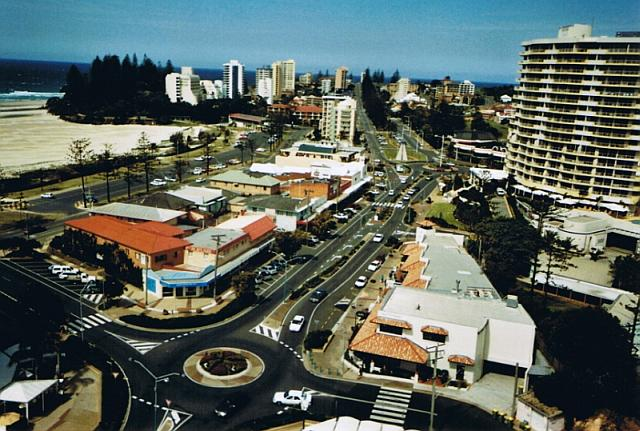
昆州黃金海岸與新南威爾斯州堤維德岬的交界處上，植以松樹為州界象徵
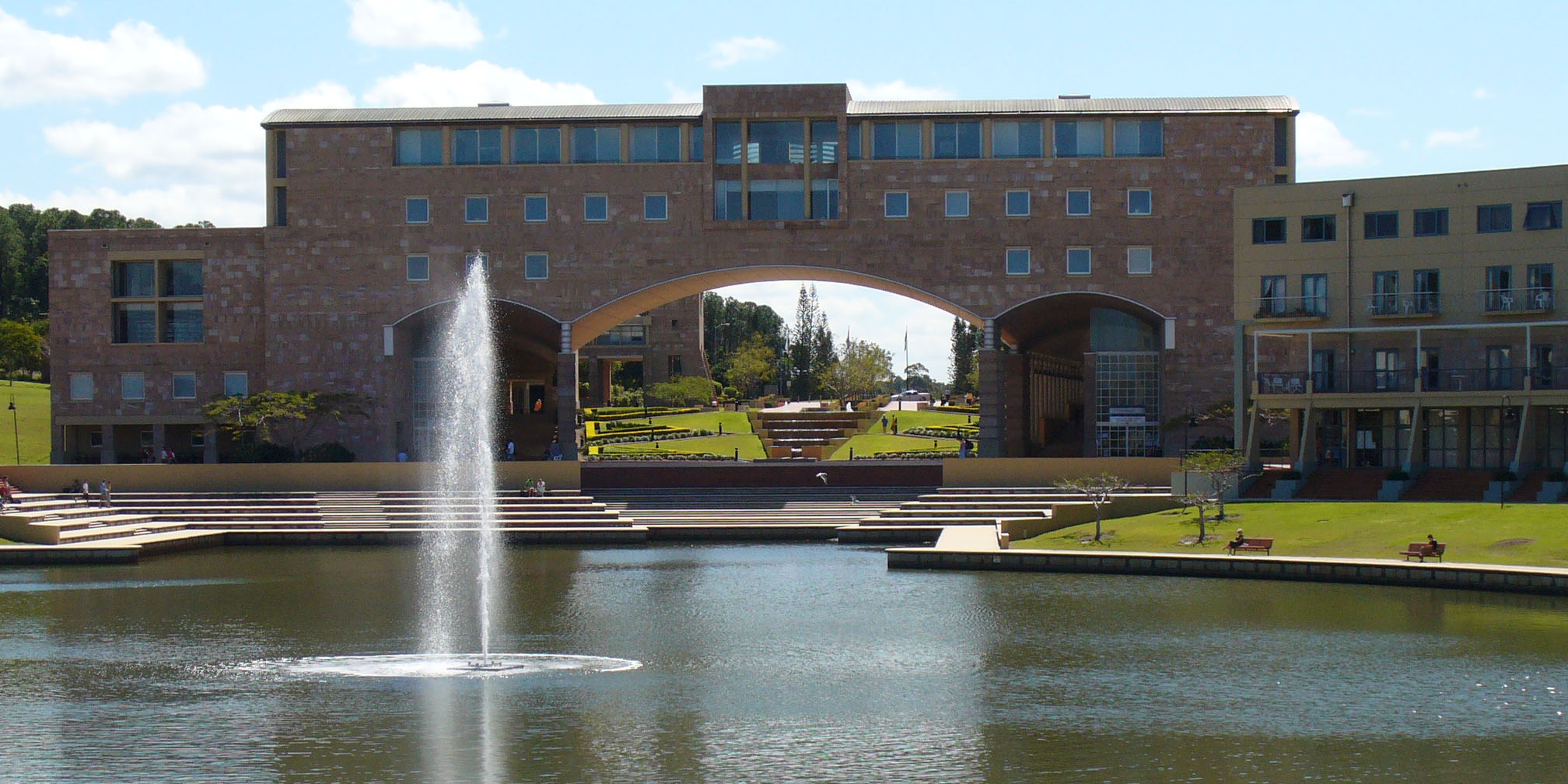
邦德大學
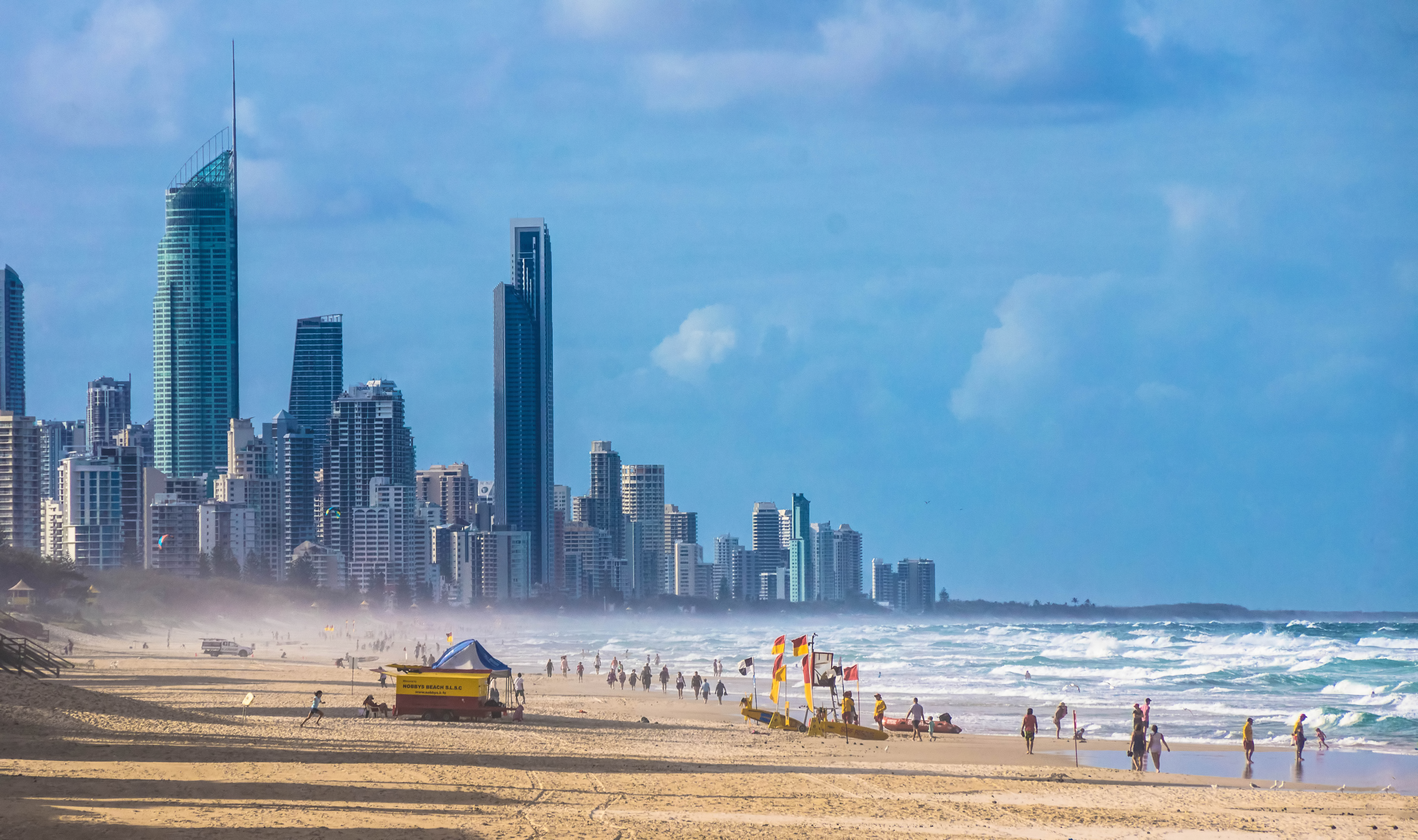
黃金海岸
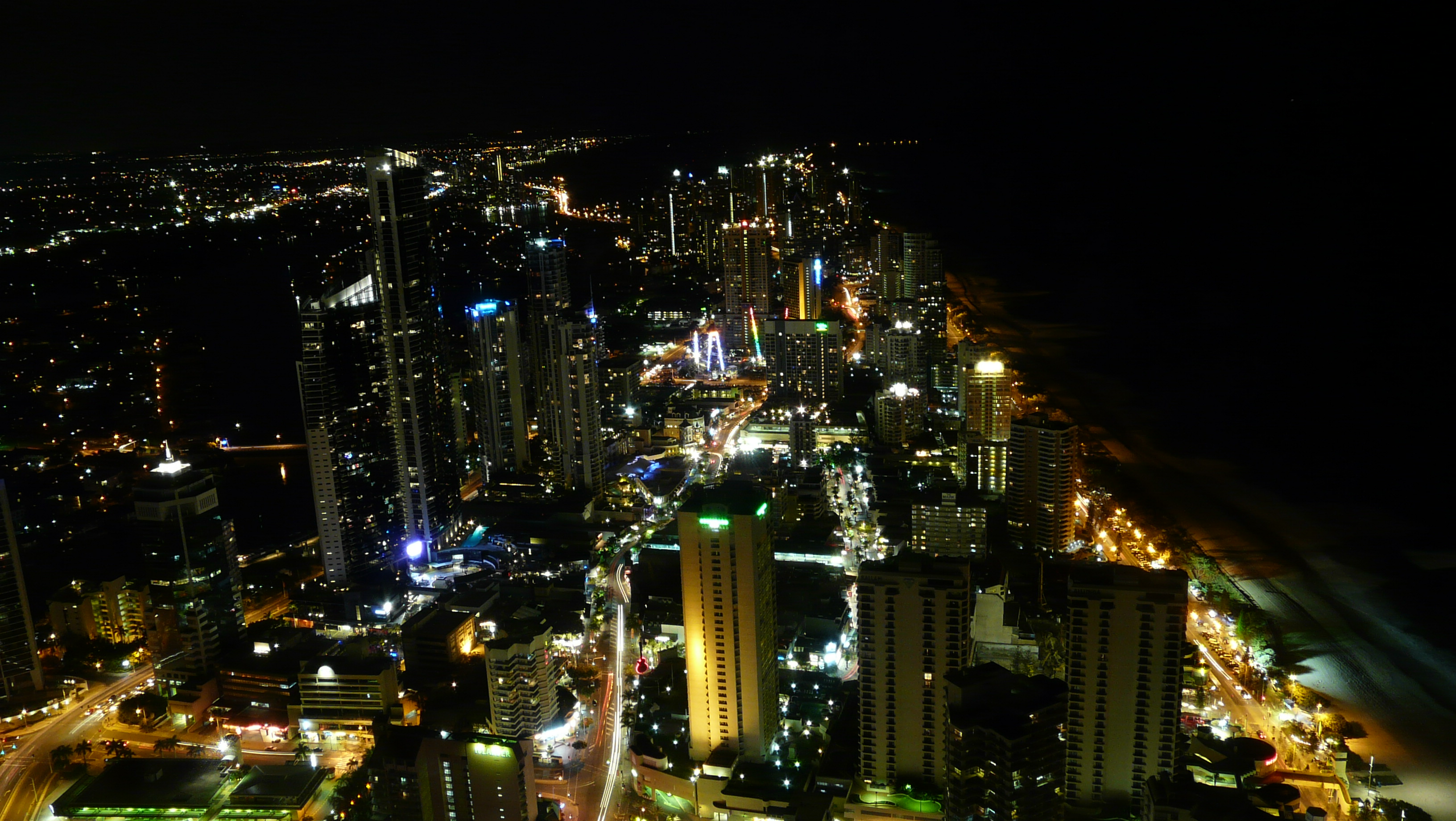
晚上從Q1大廈的觀景台望向黃金海岸市區
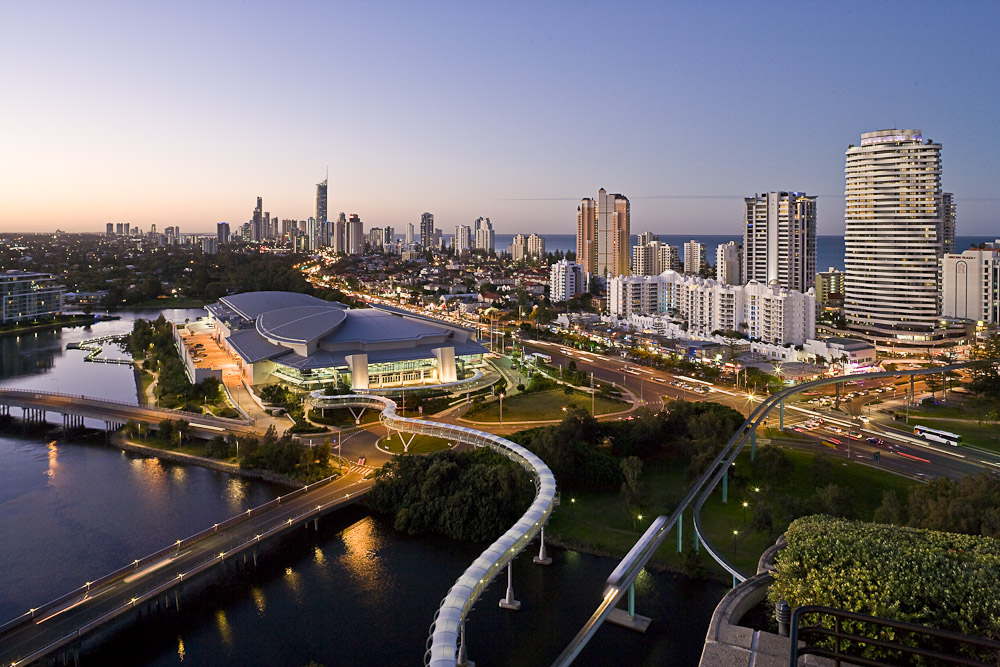
黃金海岸會展中心
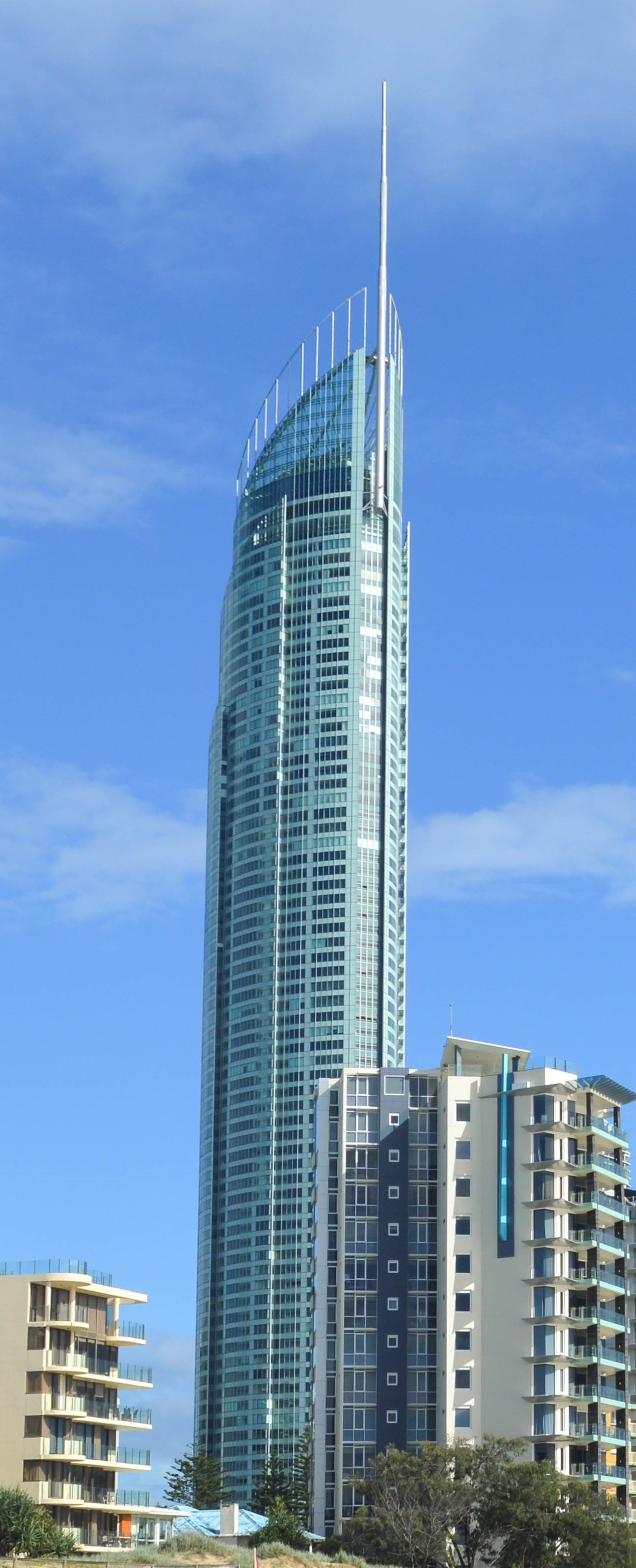
Q1大廈高達360米
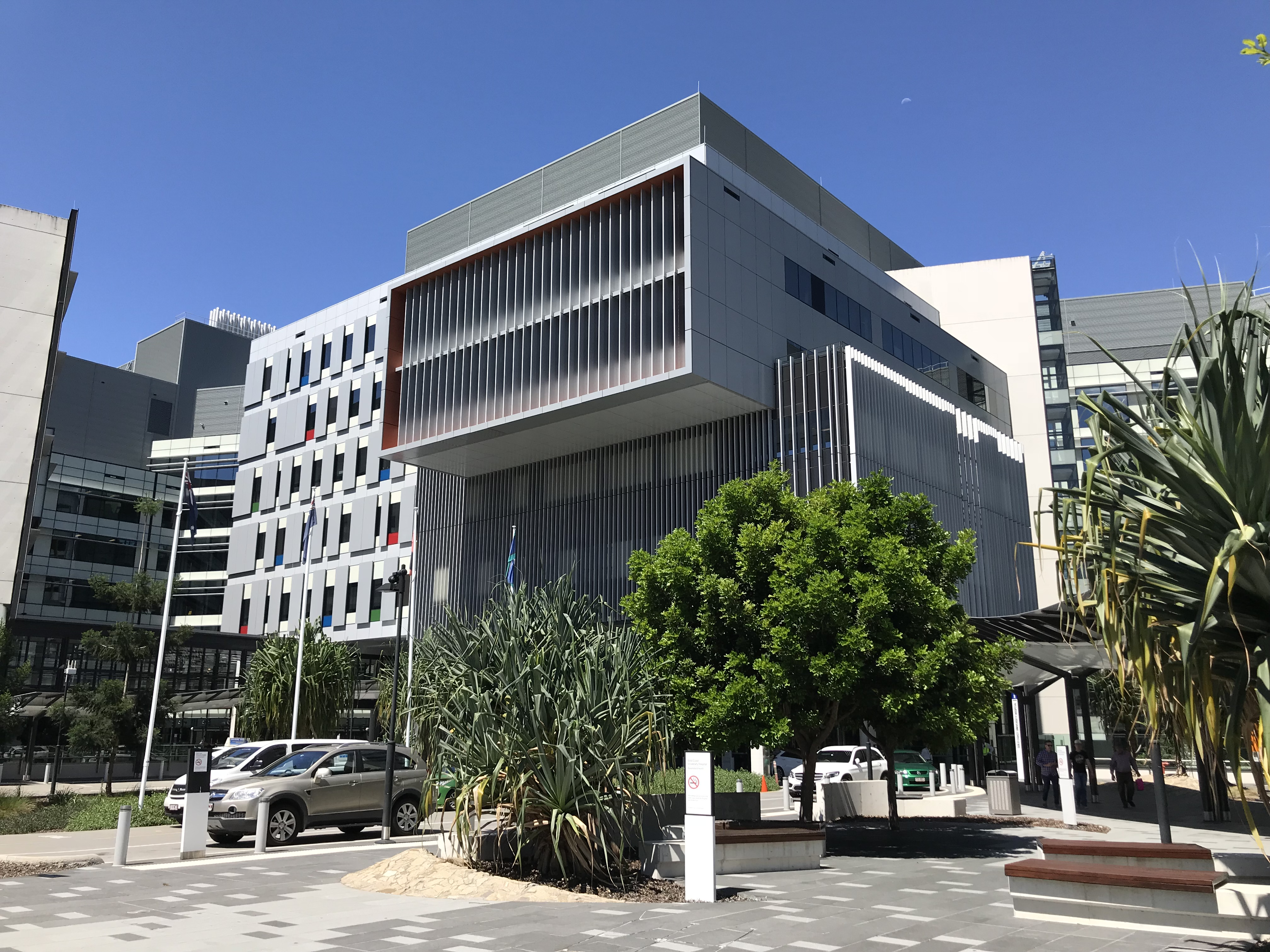
黃金海岸大學醫院正門
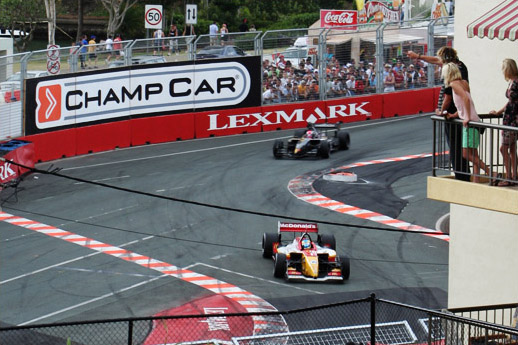
一年一度、與衝浪者天堂街道上舉行的黃金海岸Indy 300賽車大賽
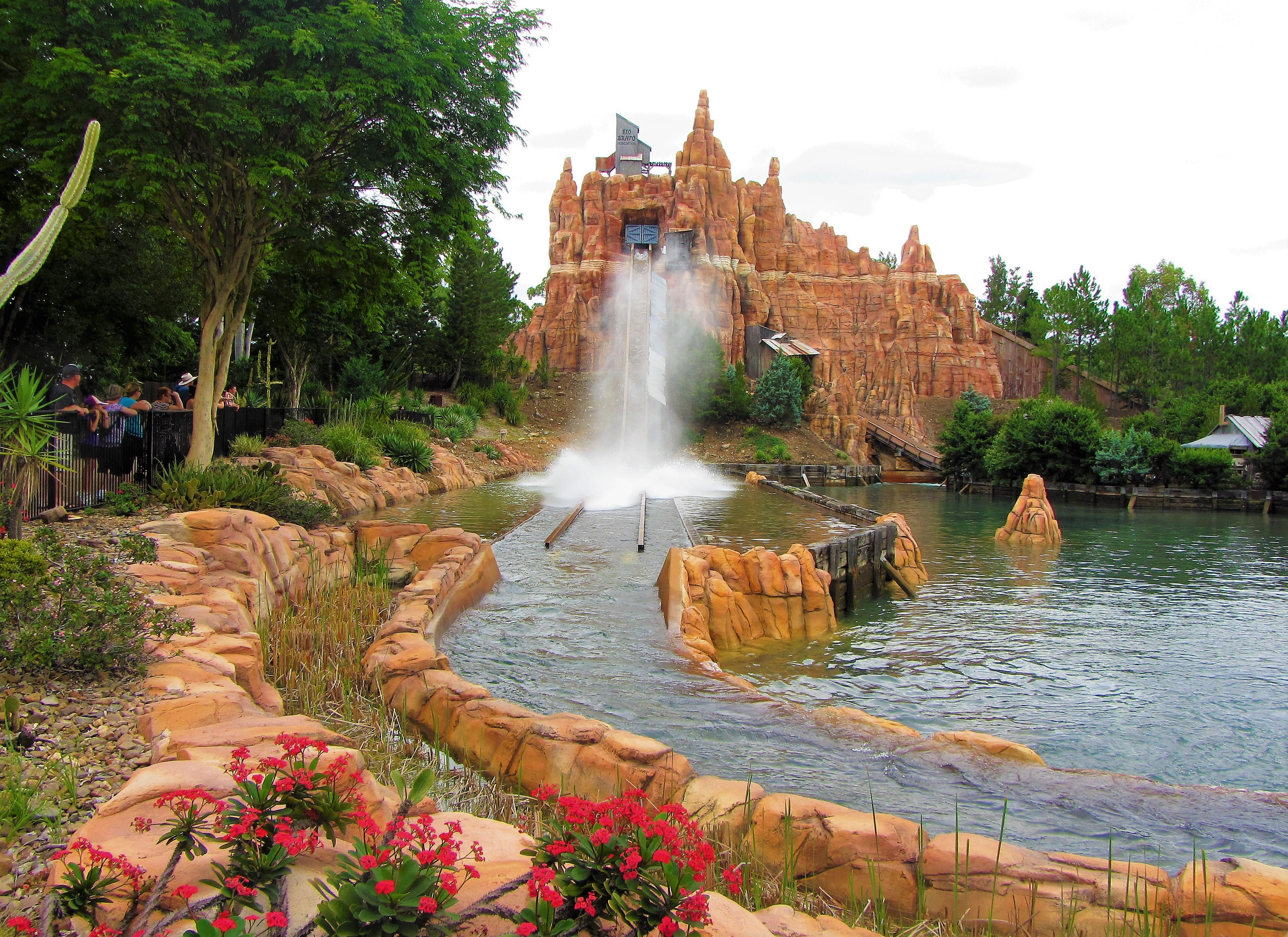
華納兄弟電影世界內的野性西部瀑布
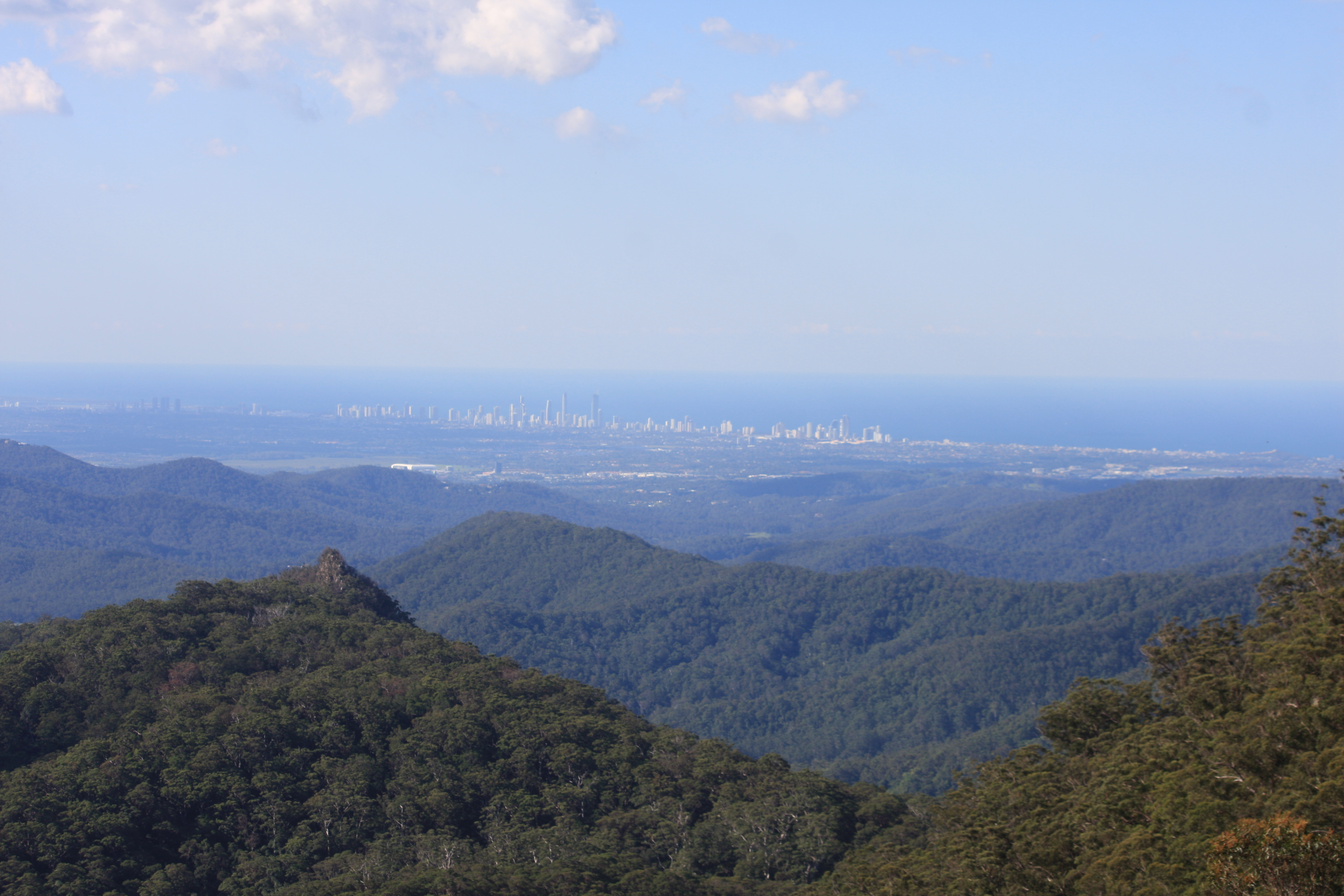
從春溪國家公園望向黃金海岸市區
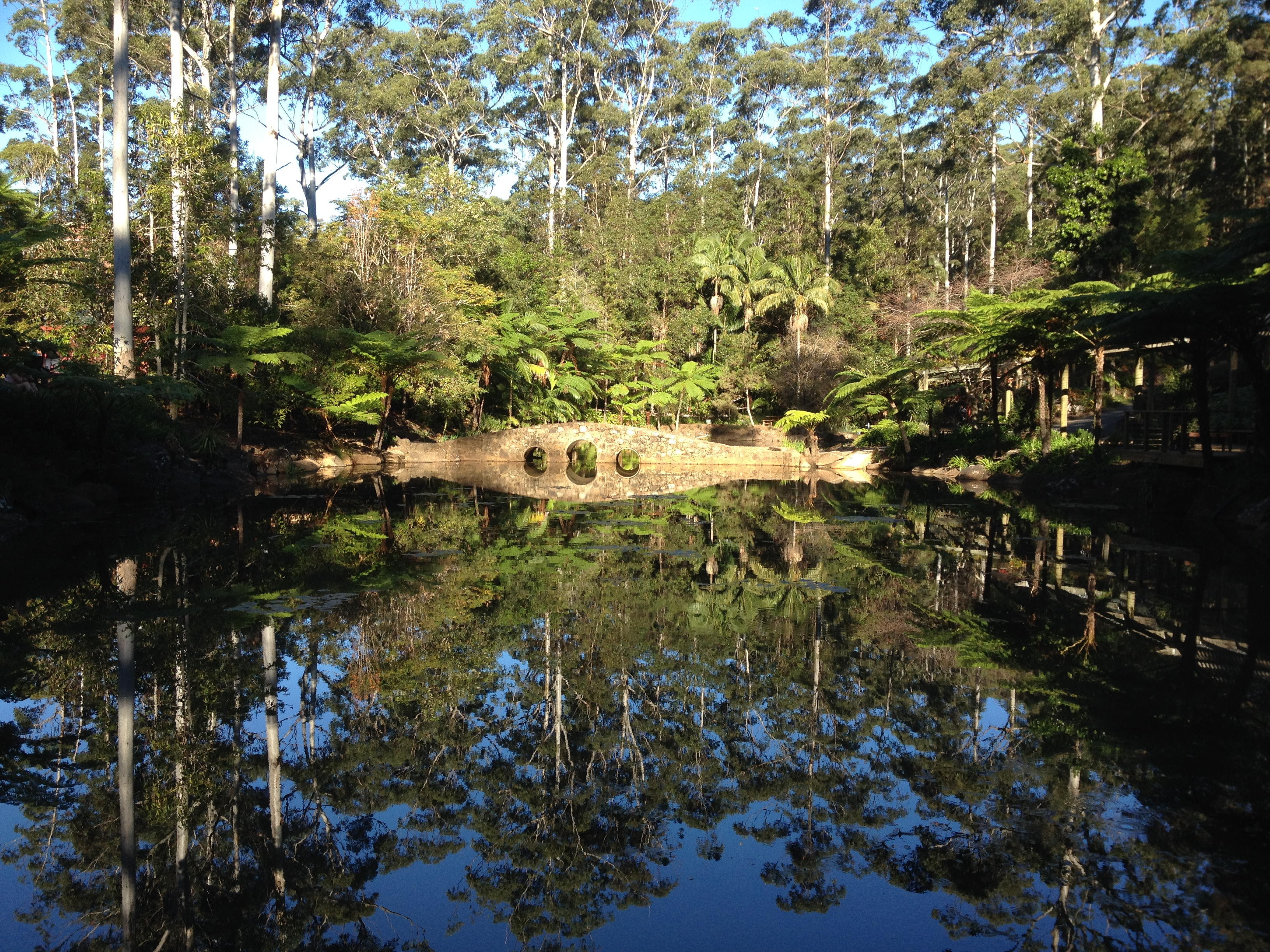
坦伯林山植物園

## 外部連結
- Business GC – 商业信息资源（页面存档备份，存于）
- Coastal Watch（页面存档备份，存于）.网站
- 市议会（页面存档备份，存于）
- Gold Coast Sporting Hall of Fame（页面存档备份，存于）
- Gold Coast tourism resource – Destination Gold Coast（页面存档备份，存于）
- Official State Tourism website – 旅游信息（页面存档备份，存于）
- TransLink – 公共交通（页面存档备份，存于）